# 기아 카렌스
기아 카렌스(Kia Carens)는 1999년 6월에 출시한 기아의 중형 전륜구동 미니밴이다. 본래 기아 카스타, 현대 싼타모, GM대우 레조 등과 경쟁을 했으나 2002년에 현대 싼타모와 기아 카스타가 단종을 맞게 되는걸 시작으로 2007년에 GM대우 레조까지 단종을 맞으며 이후 2011년에 쉐보레 올란도가 나오기 이전까지 약 4년간 대한민국 유일의 중형 미니밴이었다.

## 1세대(RS)

### 카렌스(1999년6월~2000년1월)

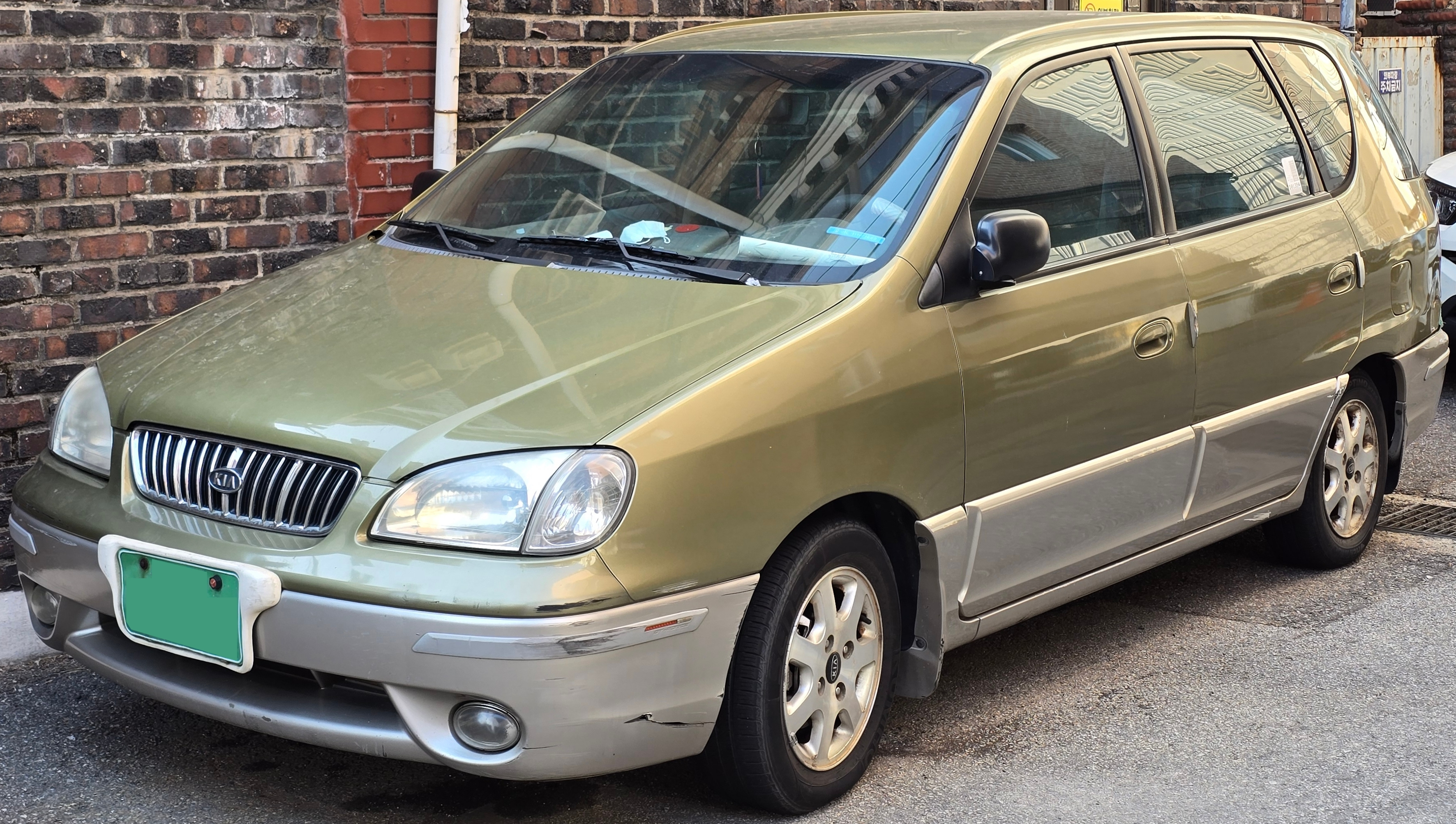
기아 카렌스 정측면

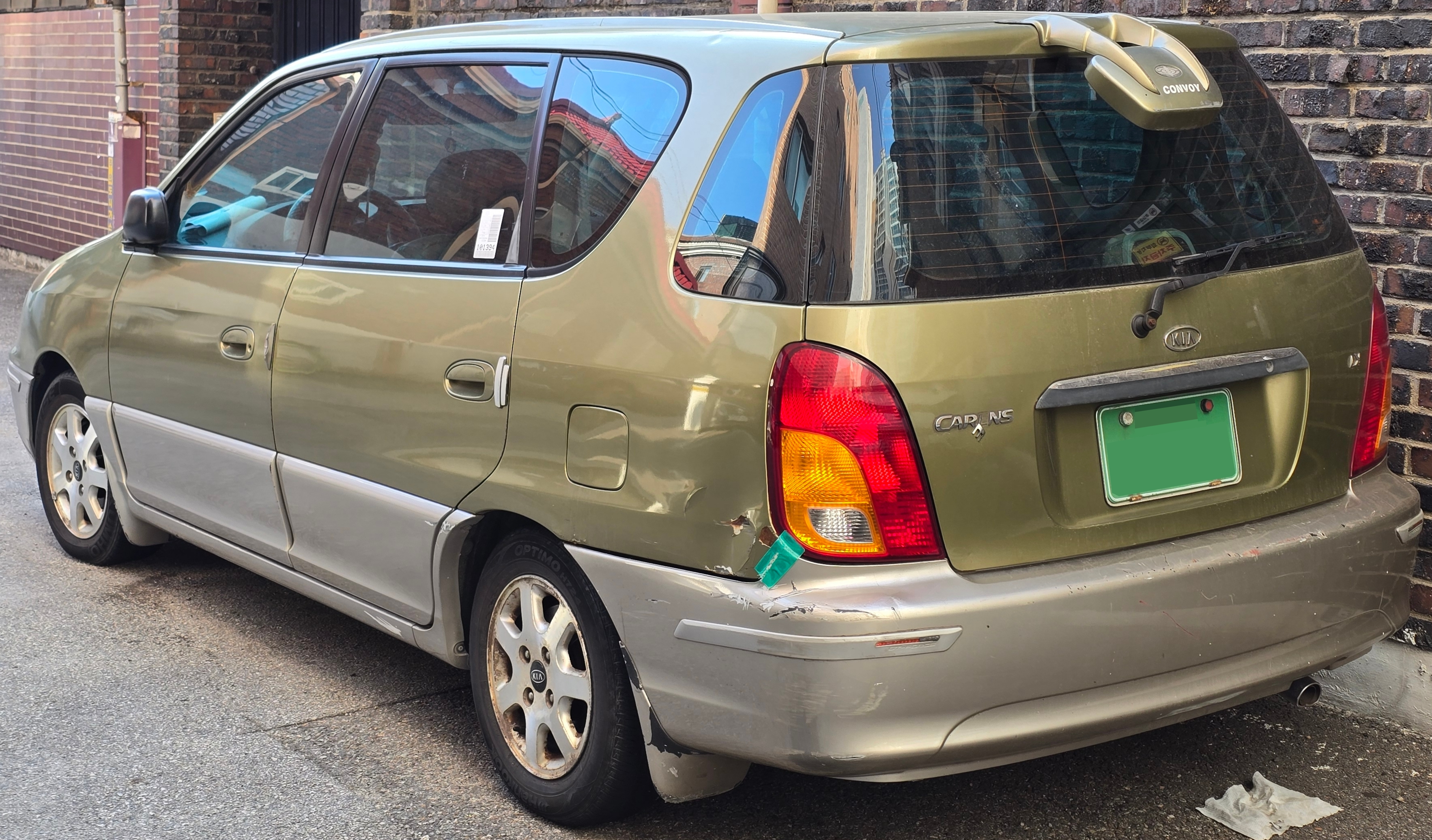
기아 카렌스 후측면

슈마•세피아 2의 전륜구동 플랫폼을 사용해 개발이 됐으며 카니발 1세대보다 작은 미니밴이었다. 개발 당시 토요타 입섬을 벤치마킹하여 디자인 측면에서 유사하다는 평가를 받았다. 자동변속기는 대한민국산 미니밴 최초로 스티어링 휠 오른쪽에 위치한 칼럼 시프트 타입이 달렸다. 당시 7인승 승합차로 분류를 받으며 저렴한 자동차세와 LPG 연료의 낮은 가격 등 경제성이 뛰어나 엄청난 인기를 누렸으며, 2000년에는 대한민국 시장에서 연간 판매 순위 3위에 올랐다.
| 구분                 | 카렌스 1.8ℓ 가솔린                                                          | 카렌스 1.8ℓ LPG                                                            | 카렌스 2.0ℓ LPG                                                            |
| -------------------- | --------------------------------------------------------------------------- | -------------------------------------------------------------------------- | -------------------------------------------------------------------------- |
| 전장 (mm)            | 4,450                                                                       | 4,450                                                                      | 4,450                                                                      |
| 전폭 (mm)            | 1,730                                                                       | 1,730                                                                      | 1,730                                                                      |
| 전고 (mm)            | 1,600                                                                       | 1,600                                                                      | 1,600                                                                      |
| 축거 (mm)            | 2,570                                                                       | 2,570                                                                      | 2,570                                                                      |
| 윤거 (전, mm)        | 1,470                                                                       | 1,470                                                                      | 1,470                                                                      |
| 윤거 (후, mm)        | 1,470                                                                       | 1,470                                                                      | 1,470                                                                      |
| 승차 정원            | 7명                                                                         | 7명                                                                        | 7명                                                                        |
| 변속기               | 수동 5단 자동 4단                                                           | 수동 5단 자동 4단                                                          | 수동 5단 자동 4단                                                          |
| 서스펜션 (전/후)     | 맥퍼슨 스트럿/듀얼 링크                                                     | 맥퍼슨 스트럿/듀얼 링크                                                    | 맥퍼슨 스트럿/듀얼 링크                                                    |
| 구동 형식            | 전륜구동                                                                    | 전륜구동                                                                   | 전륜구동                                                                   |
| 엔진 형식            | TB                                                                          | TL                                                                         | L4GC                                                                       |
| 연료                 | 가솔린                                                                      | LPG                                                                        | LPG                                                                        |
| 배기량 (cc)          | 1,793                                                                       | 1,793                                                                      | 1,975                                                                      |
| 최고 출력 (ps/rpm)   | 130/6,000 (이후 118/5,800으로 변경)                                         | 108/5,600                                                                  | 123/5,500                                                                  |
| 최고 속도 (km/h)     | 190(수동 5단)/ 173(자동 4단)                                                | 180(수동 5단)/ 172(자동 4단)                                               | 195(수동 5단)/ 185(자동 4단)                                               |
| 최대 토크 (kg*m/rpm) | 17.0/4,500 (이후 16.1/4,500으로 변경)                                       | 16.1/4,500                                                                 | 17.5/3,000                                                                 |
| 연비 (km/ℓ)          | 17.7(수동 5단)/ 17.5(자동 4단) (이후 13.3(수동 5단)/ 11.1(자동 4단)로 변경) | 16.8(수동 5단)/ 16.2(자동 4단) (이후 11.7(수동 5단)/ 9.2(자동 4단)로 변경) | 16.5(수동 5단)/ 16.0(자동 4단) (이후 11.1(수동 5단)/ 8.8(자동 4단)로 변경) |

### 뉴 카렌스(2000년1월~2002년3월)

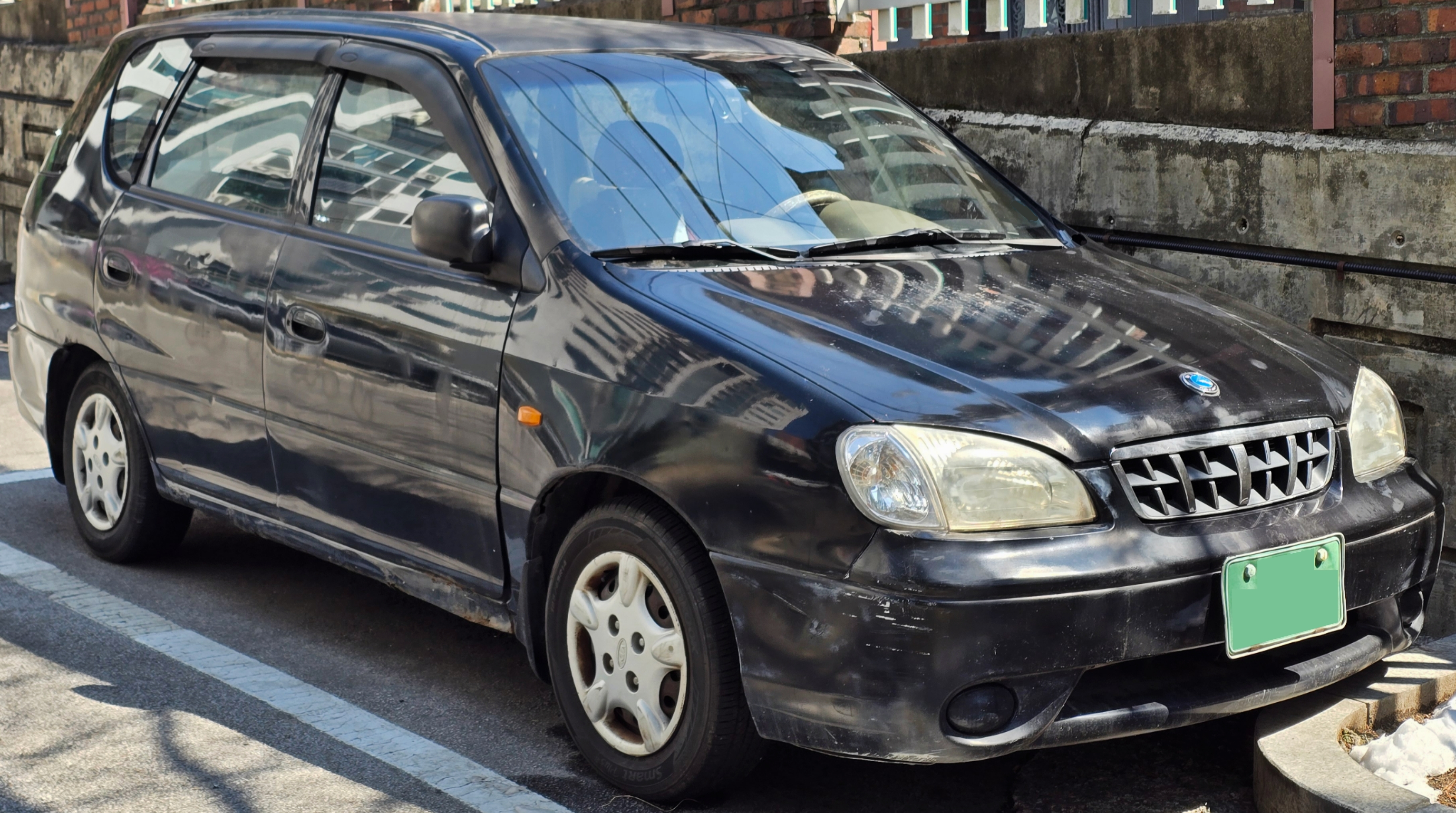
기아 뉴 카렌스 정측면

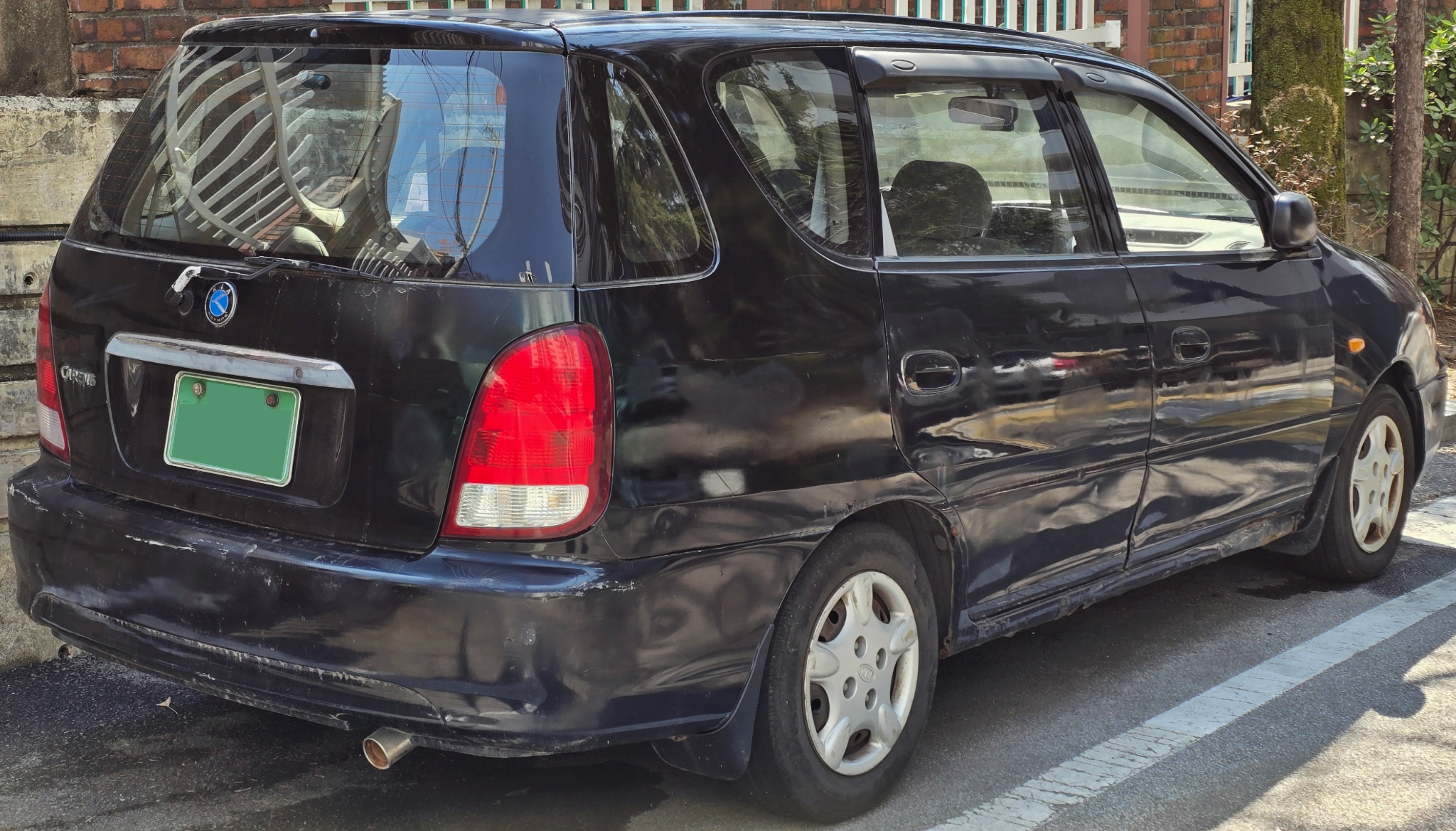
기아 뉴 카렌스 후측면

2000년 1월 11일에는 라디에이터 그릴과 리어 램프의 형상이 바뀌고 새로운 원형 엠블럼이 달렸다. 동년 6월 7일에는 108마력 1.8ℓ T8D LPG 엔진을 123마력 2.0ℓ 베타 LPG 엔진으로 바꿨다.
2001년 5월에는 바디 컬러 일체형 아웃 사이드 미러와 화이트 컬러의 측면 방향지시등을 비롯해 180도 회전이 가능한 조수석 시트 키 일체형 무선 도어 잠금 장치, 운전석 높이 조절 장치, 2열 컵 홀더 내장형 암레스트, 5:5 분할 3열 시트 등이 더해졌다.

### 카렌스 Ⅱ(2002년3월~2006년4월)

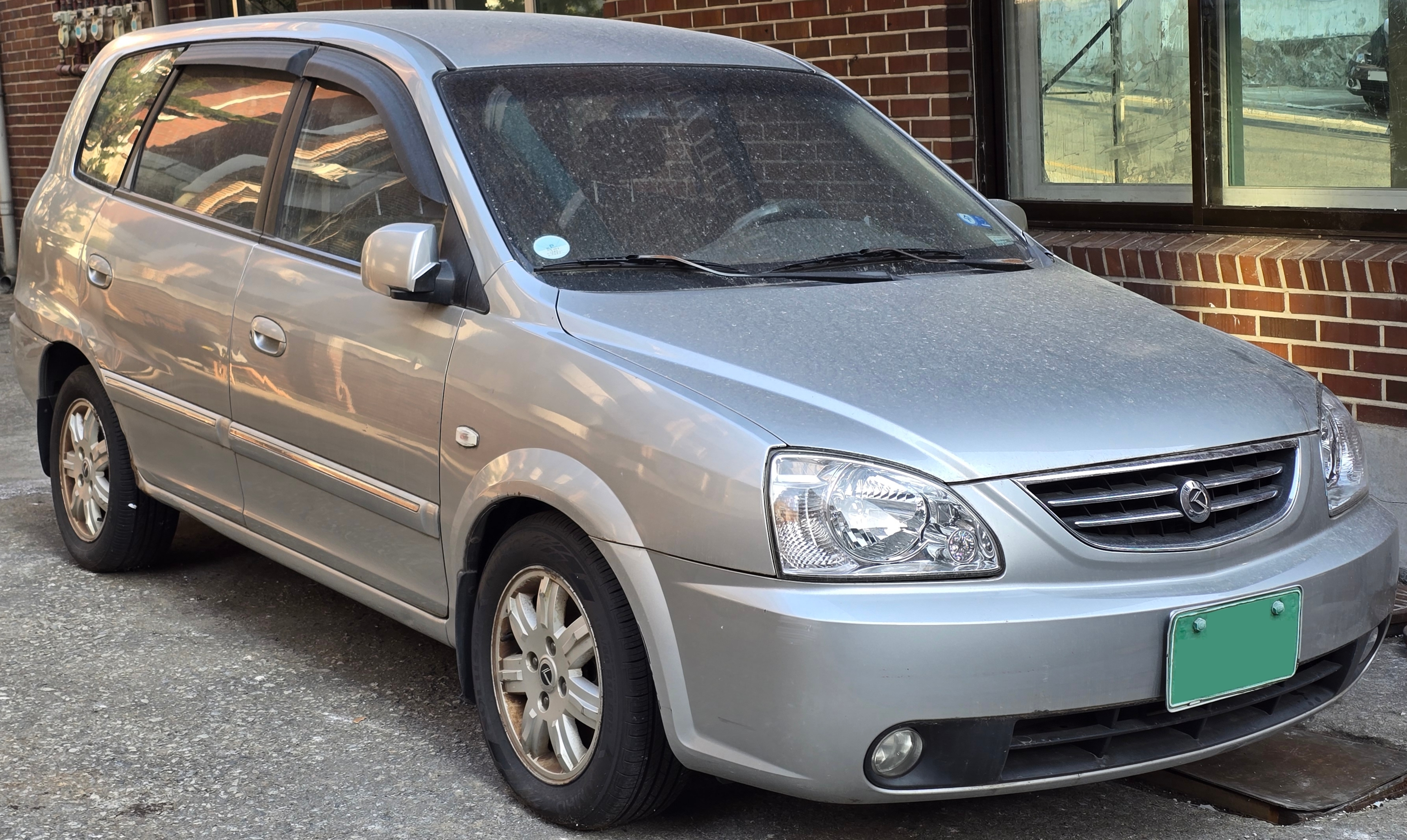
기아 카렌스 Ⅱ (전기형) 정측면

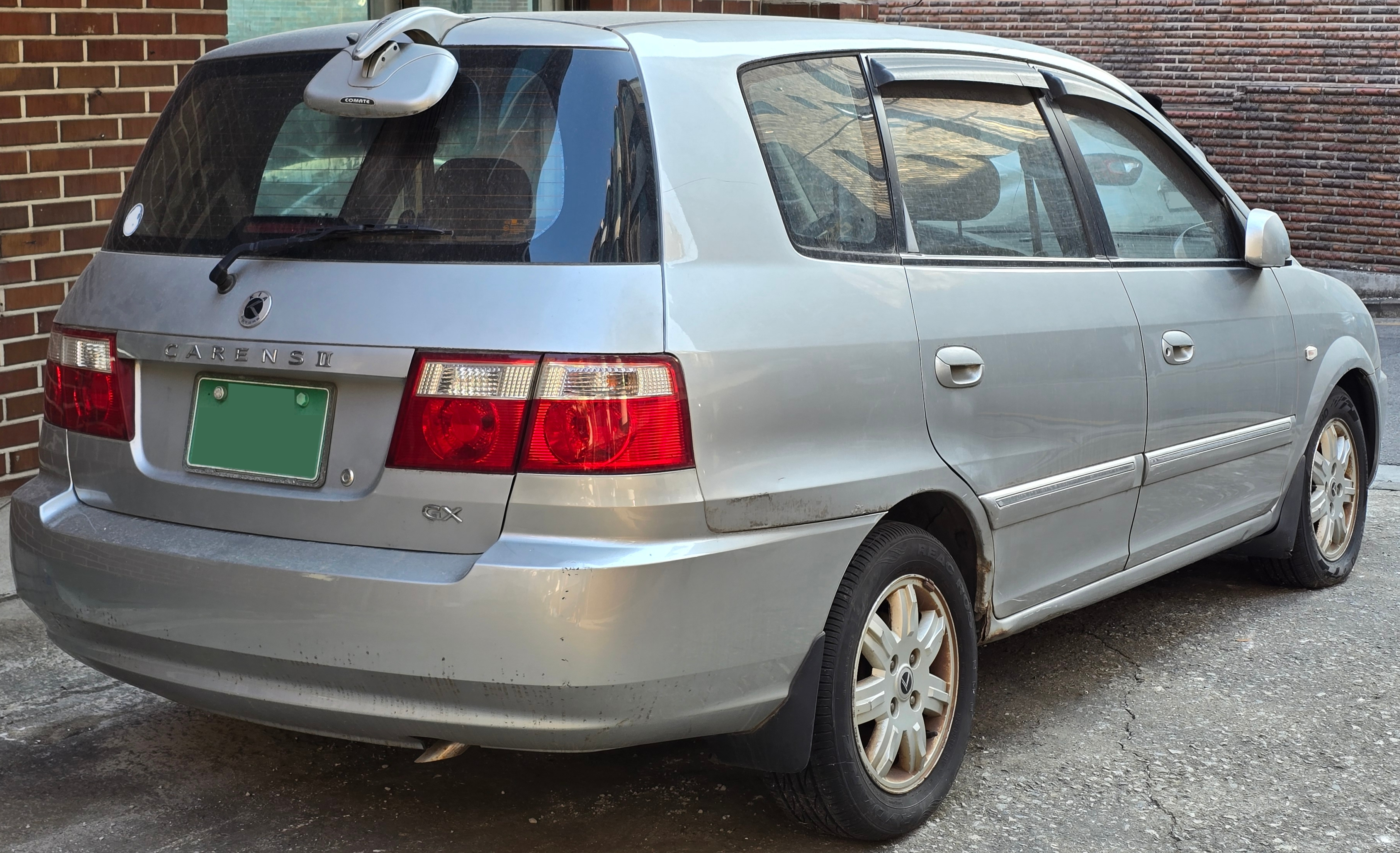
기아 카렌스 Ⅱ (전기형) 후측면

기존 카렌스의 페이스리프트 모델이다. 2년 4개월간 총 1,500억 원의 개발비를 투자해 개발을 했으며 실내에는 대형 도어트림 포켓 등 총 34개의 수납 공간을 확보해서 실용성을 높였다. 2002년 3월 27일 출시를 했으며 카렌스 Ⅱ는 출시 초기에 115마력 2.0ℓ 커먼레일 디젤 엔진도 달렸으나 얼마 지나지 않아 대기환경보전법 시행 규칙에 따라 단종을 맞았고 차고를 높이고 LSD를 추가한 엑스트렉으로 내놓는다. 2002년 9월 18일에 출시된 2003년형은 3열 시트의 격납식 헤드레스트와 후륜 디스크 브레이크, ECM 룸미러, TCS, 백진주색 컬러가 새로 더해졌다. 2004년 1월 5일에 출시된 2004년형은 라디에이터 그릴과 휠 커버 및 알루미늄 휠의 형상이 바뀌고 전동접이식 아웃사이드 미러가 새로 더해졌다. 2005년 4월 19일에 출시된 2005년형은 발수 코팅 글라스와 크롬 도금 인사이드 도어 핸들 등이 더해지며 동시에 원형 엠블럼이 타원형 엠블럼으로 변했다.

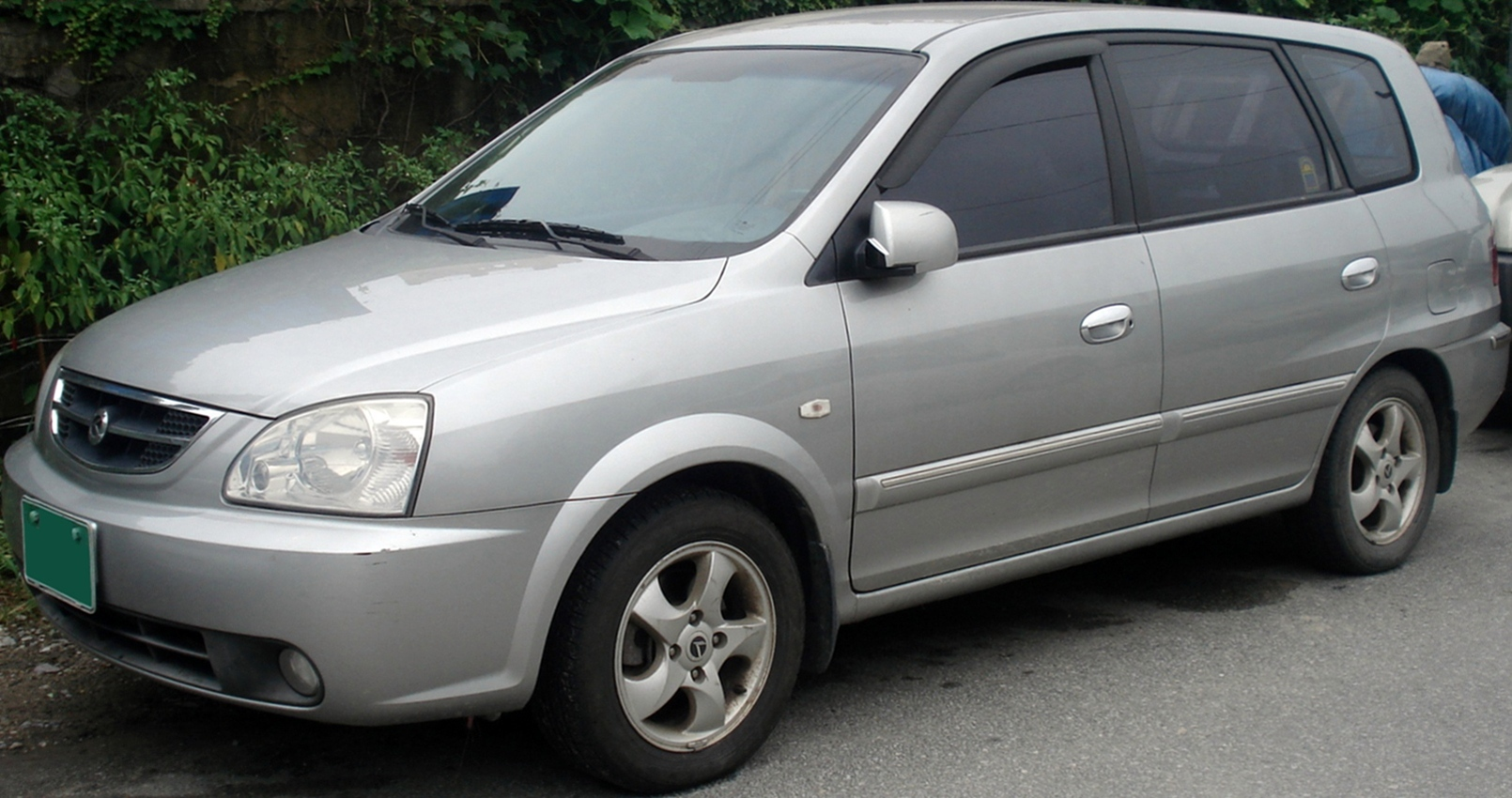
기아 카렌스 Ⅱ (중기형) 정측면
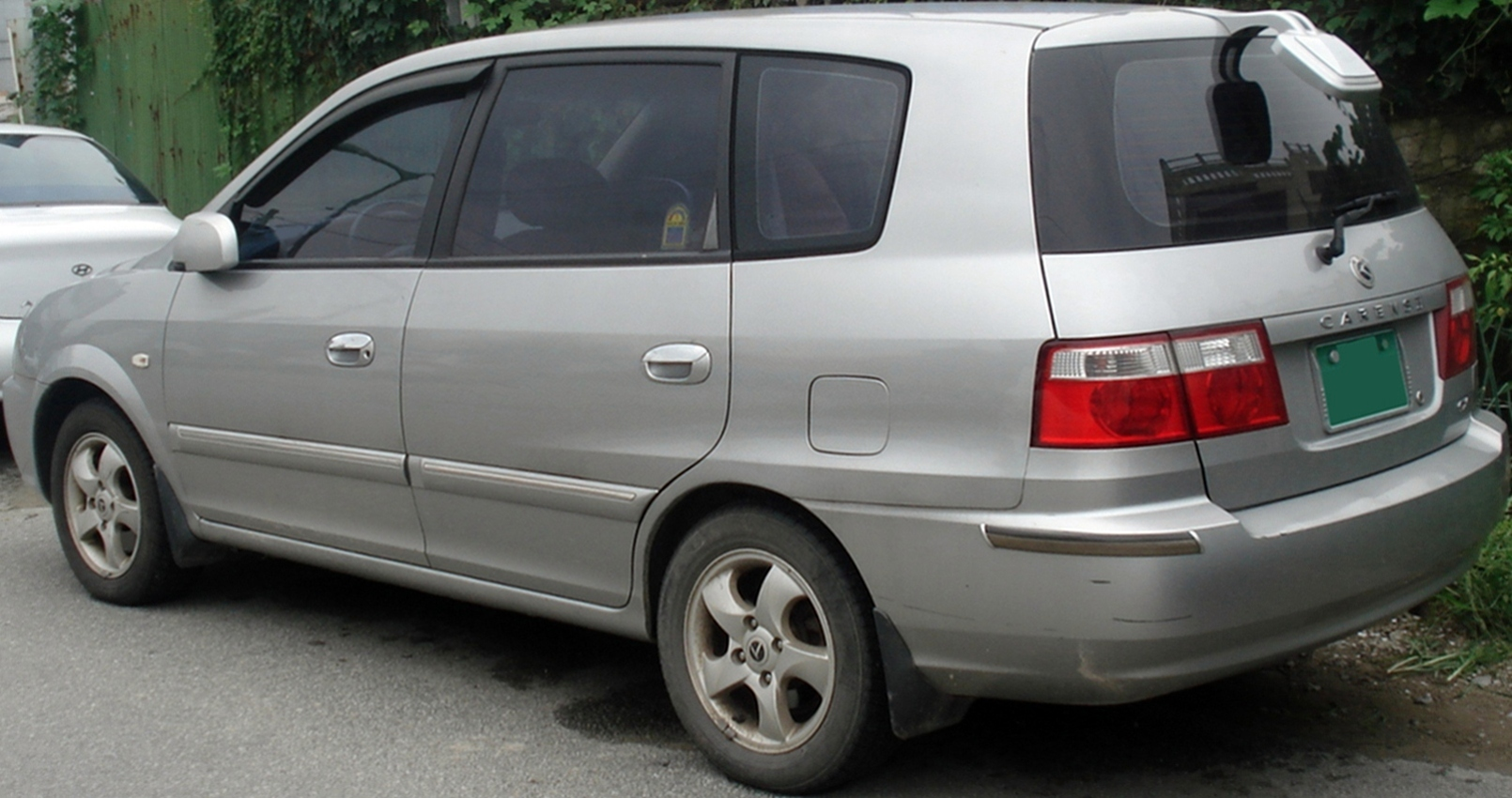
기아 카렌스 Ⅱ (중기형) 후측면
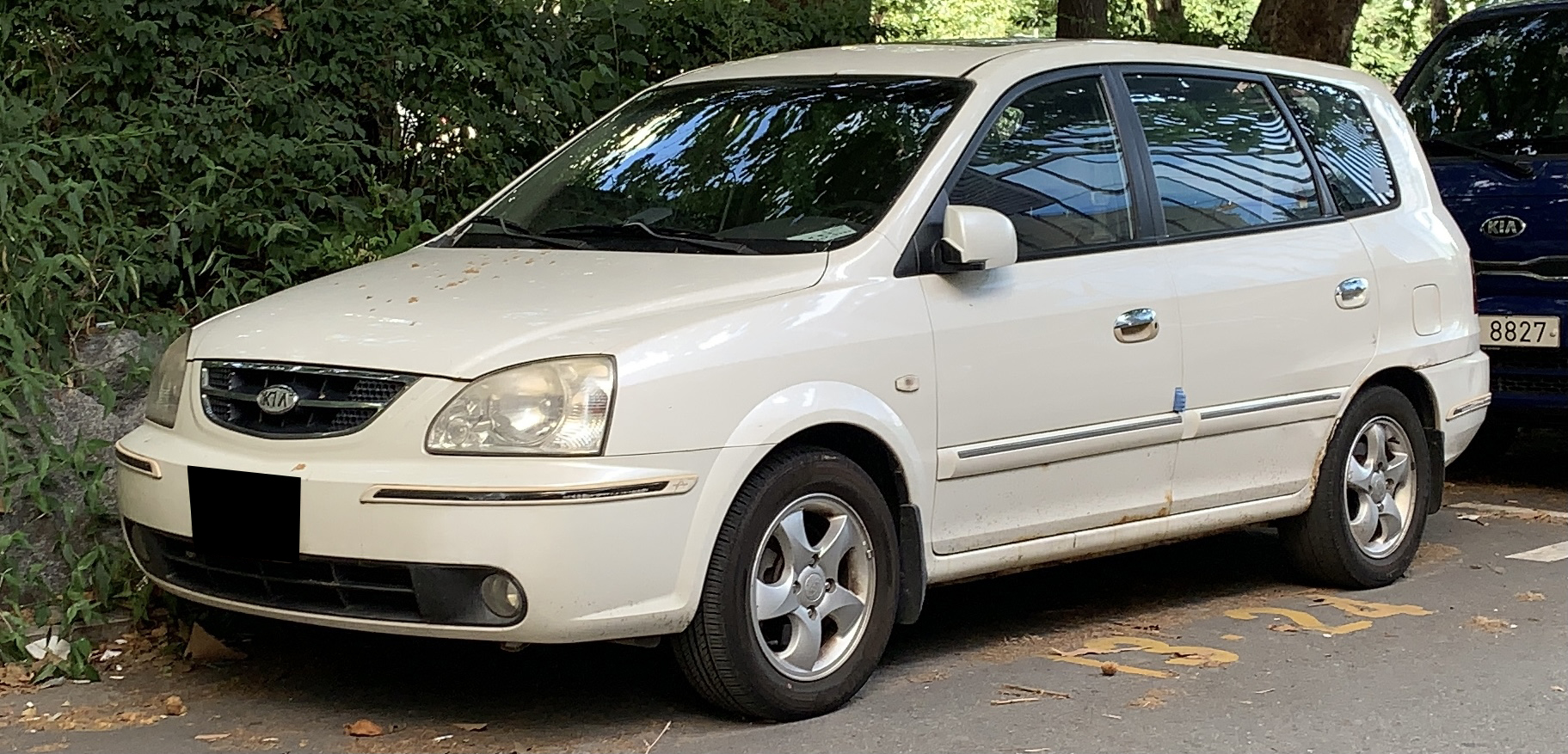
기아 카렌스 Ⅱ (후기형) 정측면
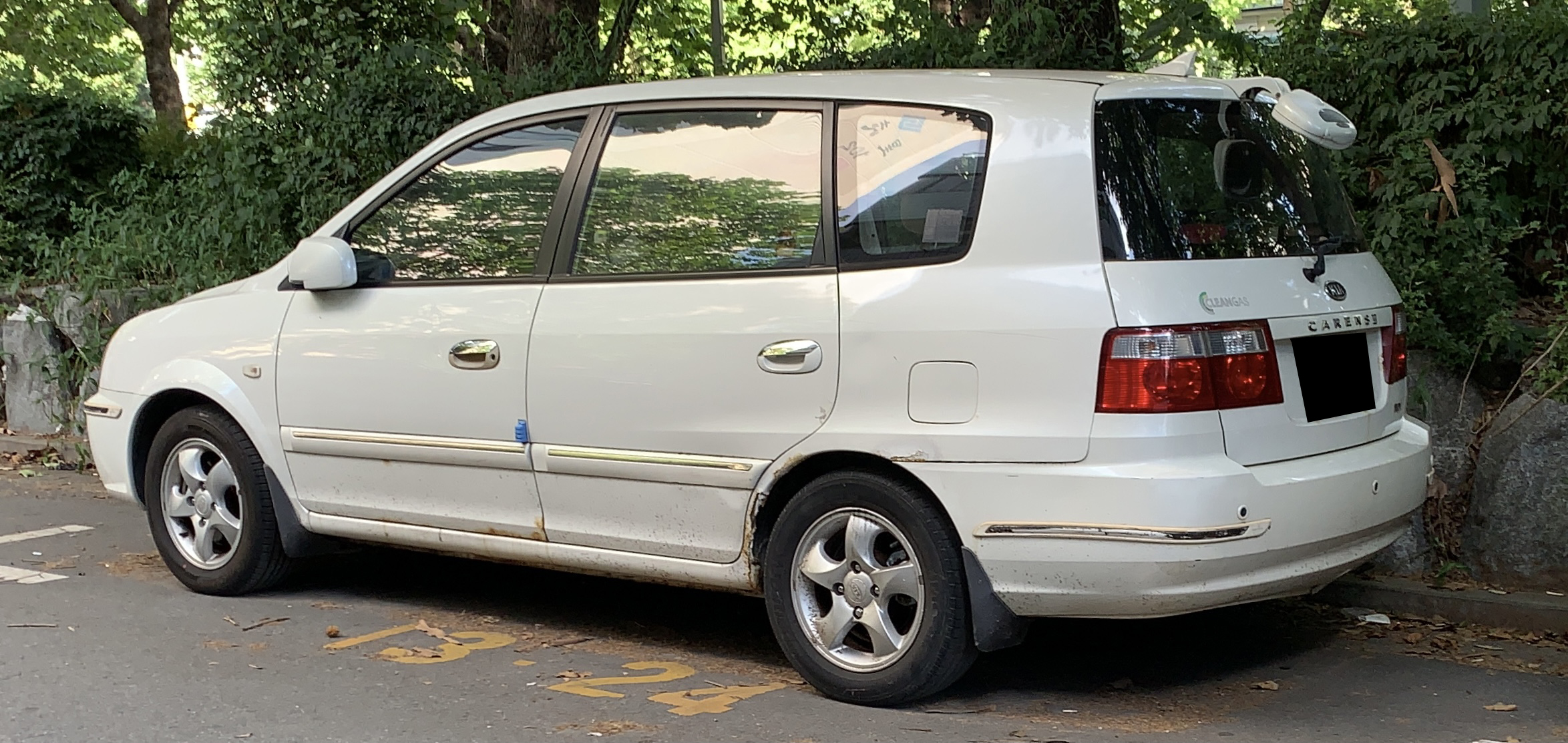
기아 카렌스 Ⅱ (후기형) 후측면

| 구분                 | 카렌스 Ⅱ 1.8ℓ 가솔린                                                       | 카렌스 Ⅱ 1.8ℓ LPG                                                        | 카렌스 Ⅱ 2.0ℓ 가솔린          | 카렌스 Ⅱ 2.0ℓ LPG                                                          | 카렌스 Ⅱ 2.0ℓ 디젤             |
| -------------------- | -------------------------------------------------------------------------- | ------------------------------------------------------------------------ | ----------------------------- | -------------------------------------------------------------------------- | ------------------------------ |
| 전장 (mm)            | 4,490                                                                      | 4,490                                                                    | 4,490                         | 4,490                                                                      | 4,490                          |
| 전폭 (mm)            | 1,750                                                                      | 1,750                                                                    | 1,750                         | 1,750                                                                      | 1,750                          |
| 전고 (mm)            | 1,610                                                                      | 1,610                                                                    | 1,610                         | 1,610                                                                      | 1,610                          |
| 축거 (mm)            | 2,570                                                                      | 2,570                                                                    | 2,570                         | 2,570                                                                      | 2,570                          |
| 윤거 (전, mm)        | 1,490                                                                      | 1,490                                                                    | 1,490                         | 1,490                                                                      | 1,490                          |
| 윤거 (후, mm)        | 1,485                                                                      | 1,485                                                                    | 1,485                         | 1,485                                                                      | 1,485                          |
| 승차 정원            | 7명                                                                        | 7명                                                                      | 7명                           | 7명                                                                        | 7명                            |
| 변속기               | 수동 5단 자동 4단                                                          | 수동 5단 자동 4단                                                        | 수동 5단 자동 4단             | 수동 5단 자동 4단                                                          | 수동 5단 자동 4단              |
| 서스펜션 (전/후)     | 맥퍼슨 스트럿/멀티 링크                                                    | 맥퍼슨 스트럿/멀티 링크                                                  | 맥퍼슨 스트럿/멀티 링크       | 맥퍼슨 스트럿/멀티 링크                                                    | 맥퍼슨 스트럿/멀티 링크        |
| 구동 형식            | 전륜구동                                                                   | 전륜구동                                                                 | 전륜구동                      | 전륜구동                                                                   | 전륜구동                       |
| 엔진 형식            | TB                                                                         | TL                                                                       | G4GC                          | L4GC                                                                       | D4EA                           |
| 연료                 | 가솔린                                                                     | LPG                                                                      | 가솔린                        | LPG                                                                        | 디젤                           |
| 배기량 (cc)          | 1,793                                                                      | 1,793                                                                    | 1,975                         | 1,975                                                                      | 1,991                          |
| 최고 출력 (ps/rpm)   | 126/6,000                                                                  | 108/5,600                                                                | 138/6,000                     | 123/5,500                                                                  | 115/4,000                      |
| 최고 속도 (km/h)     | 190(수동 5단)/ 173(자동 4단)                                               | 180(수동 5단)/ 172(자동 4단)                                             | 190(수동 5단)/ 173(자동 4단)  | 195(수동 5단)/ 185(자동 4단)                                               | 172(수동 5단)/ 171(자동 4단)   |
| 최대 토크 (kg*m/rpm) | 16.5/4,900                                                                 | 16.1/4,500                                                               | 17.8/4,500                    | 17.5/3,000                                                                 | 26.0/2,000                     |
| 연비 (km/ℓ)          | 13.3(수동 5단)/ 11.1(자동 4단) (이후 11.4(수동 5단)/ 8.9(자동 4단)로 변경) | 11.7(수동 5단)/ 9.2(자동 4단) (이후 9.2(수동 5단)/ 7.2(자동 4단)로 변경) | 11.2(수동 5단)/ 9.6(자동 4단) | 11.1(수동 5단)/ 8.8(자동 4단) (이후 8.4(수동 5단)/ 7.0(자동 4단)으로 변경) | 15.6(수동 5단)/ 13.8(자동 4단) |

#### 엑스트렉(2003년4월~2006년4월)

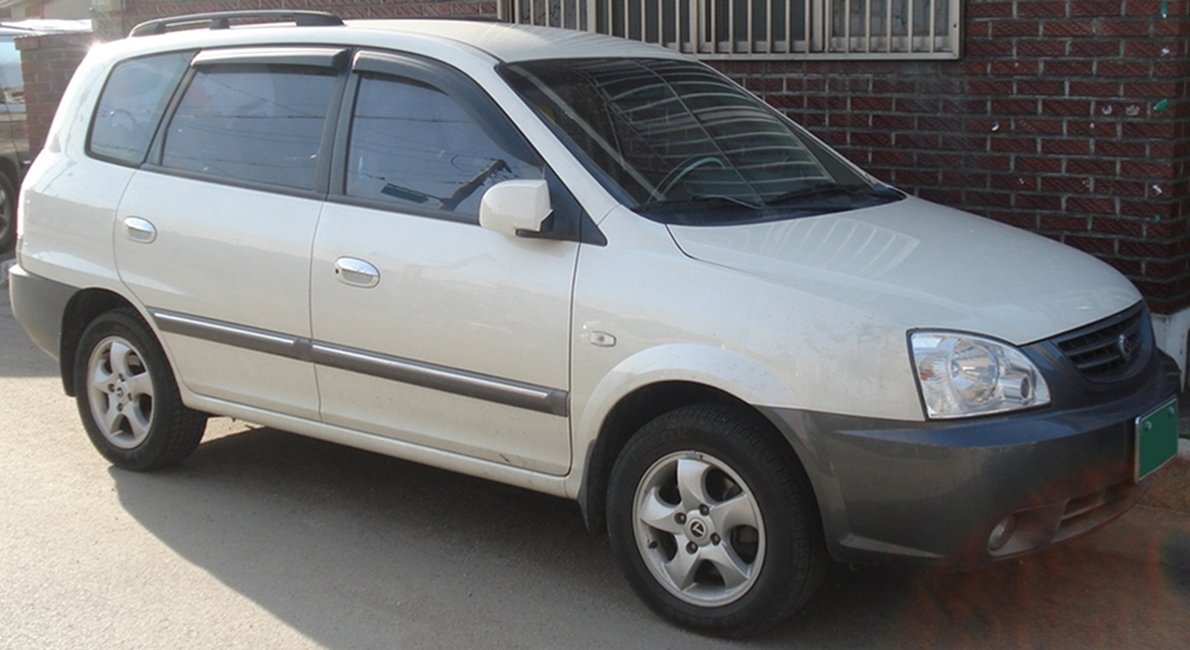
기아 엑스트렉 정측면

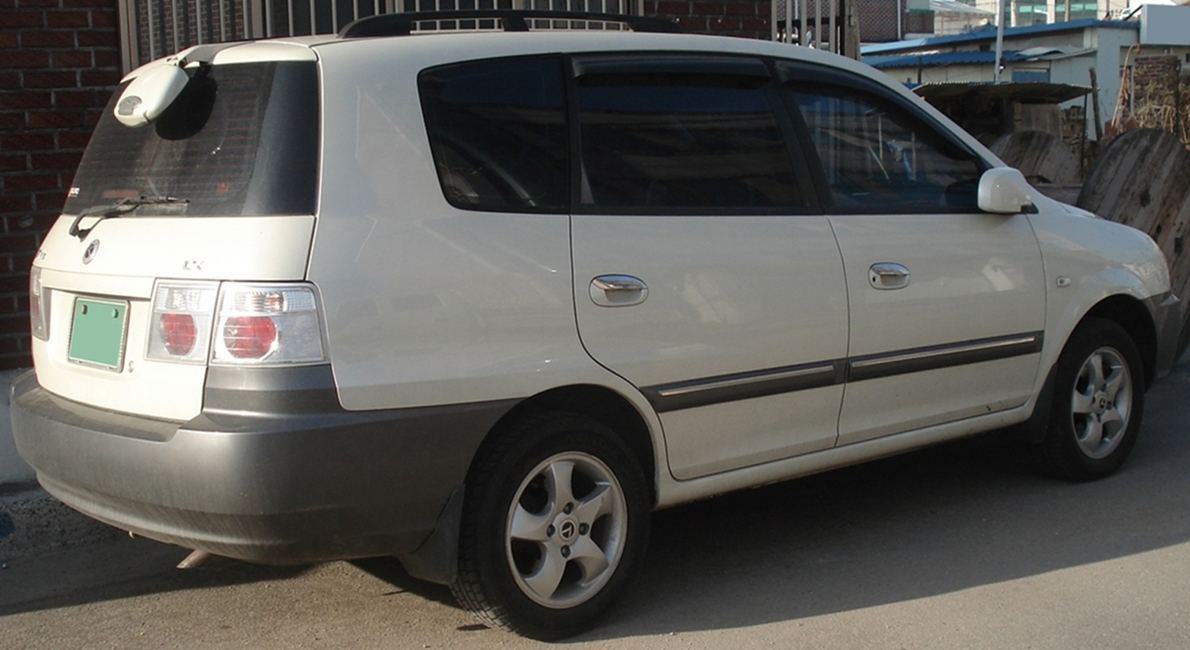
기아 엑스트렉 후측면

2003년 4월 17일에 카렌스 Ⅱ의 차체의 지상고를 높이고 115마력 2.0ℓ 커먼레일 디젤 엔진을 얹고 LSD를 장착한 엑스트렉이 나왔다. 차명인 엑스트렉은 최상을 뜻하는 Extra와 험로를 통한 긴 여정을 뜻하는 Trek의 합성어로 험로를 극복하는 특별한 여행을 뜻한다. 높아진 최저 지상고와 투톤 컬러 범퍼와 클리어 알테자 타입의 후미등 정도가 기존 카렌스 Ⅱ와의 차이점이다. 2004년 1월 5일에 출시된 2004년형은 휠 커버와 알루미늄 휠의 디자인 바뀌고 전동접이식 아웃사이드 미러가 달리는 등의 변화가 생겼다. 2005년 10월 26일에 출시된 2006년형은 원형 엠블럼이 타원형 엠블럼으로 바뀌고 크롬 도금 인사이드 도어 핸들, 블랙 베젤 헤드 램프, 발수 코팅 글라스, ECM 룸미러, 세이프티 키 등이 더해졌다.
| 구분                 | X-트렉 2.0ℓ 디젤               |
| -------------------- | ------------------------------ |
| 전장 (mm)            | 4,490                          |
| 전폭 (mm)            | 1,750                          |
| 전고 (mm)            | 1,685                          |
| 축거 (mm)            | 2,570                          |
| 윤거 (전, mm)        | 1,490                          |
| 윤거 (후, mm)        | 1,485                          |
| 승차 정원            | 7명                            |
| 변속기               | 수동 5단 자동 4단              |
| 서스펜션 (전/후)     | 맥퍼슨 스트럿/멀티 링크        |
| 구동 형식            | 전륜구동                       |
| 엔진 형식            | D4EA                           |
| 연료                 | 디젤                           |
| 배기량 (cc)          | 1,991                          |
| 최고 출력 (ps/rpm)   | 115/4,000                      |
| 최고 속도 (km/h)     | 172(수동 5단)/ 171(자동 4단)   |
| 최대 토크 (kg*m/rpm) | 26.0/2,000                     |
| 연비 (km/ℓ)          | 14.7(수동 5단)/ 12.0(자동 4단) |

## 2세대(UN)

### 뉴 카렌스(2006년4월~2013년3월)

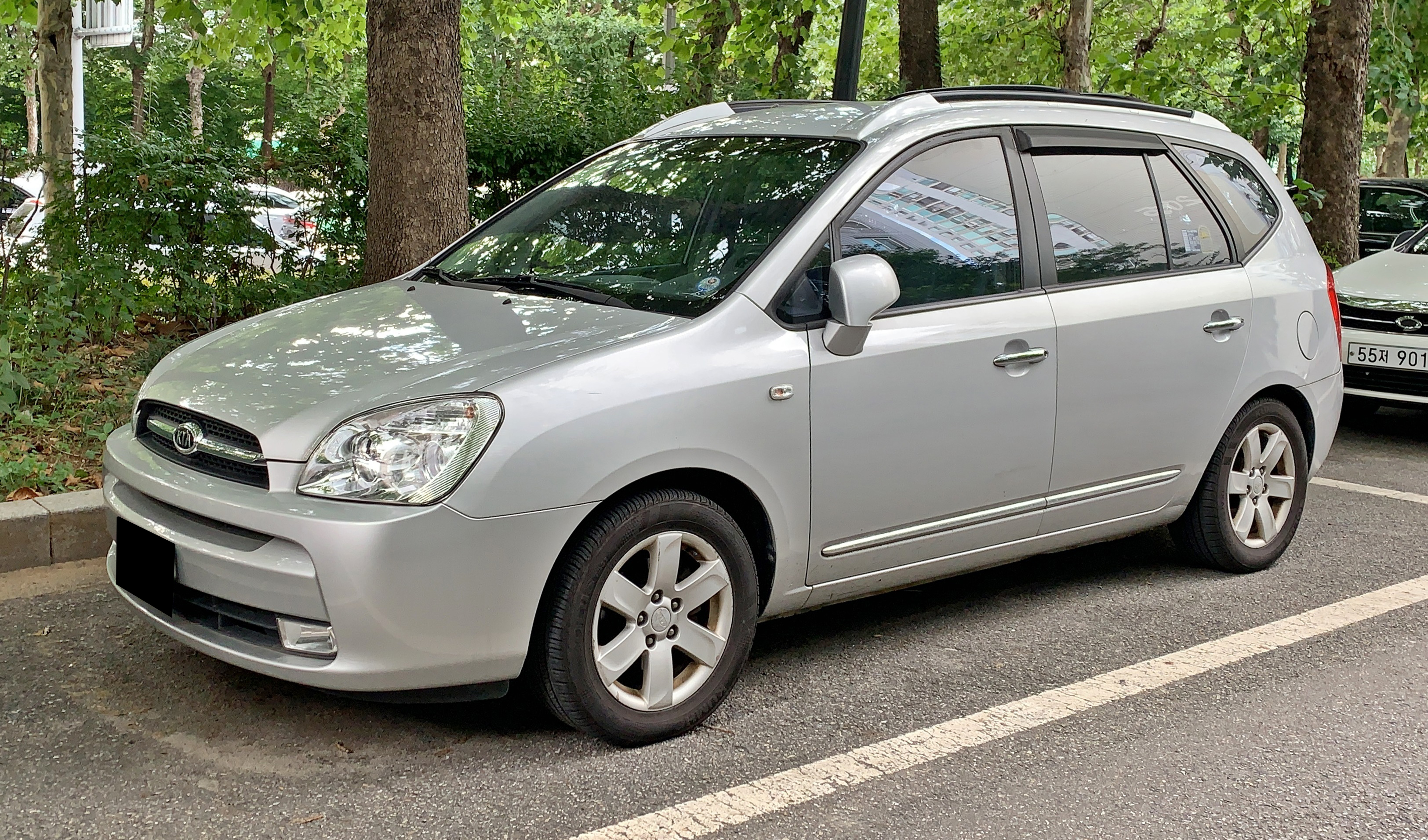
기아 뉴 카렌스 정측면

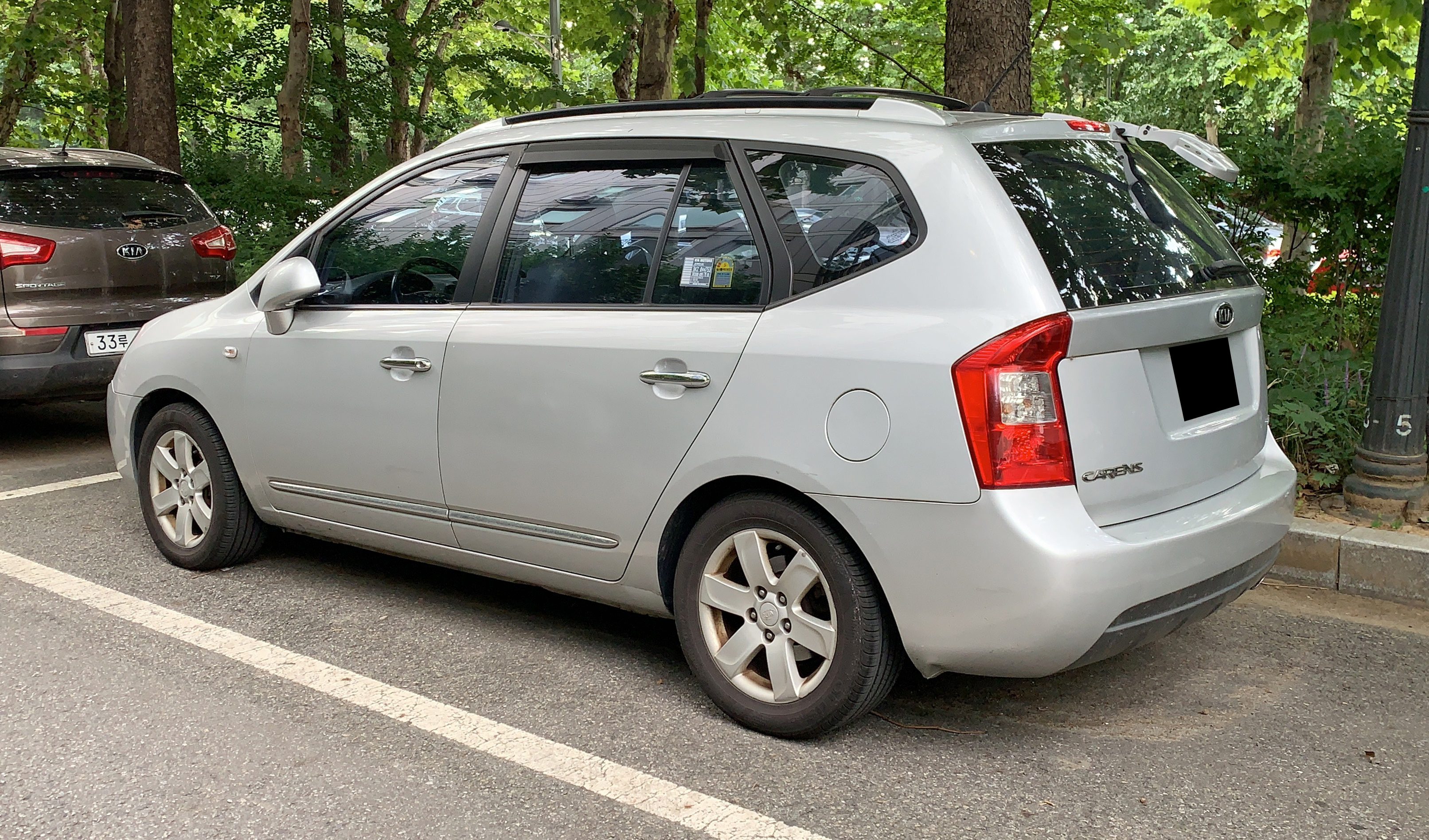
기아 뉴 카렌스 정측면

2006년 4월 13일에 출시를 했으며 로체의 전륜구동 플랫폼을 썼다. 화성 공장에서 생산이 됐었던 1세대와 다르게 2세대부터는 광주 공장에서 생산이 됐다. 축거는 1세대에 비해 130mm 길어져 실내 공간이 더욱 넓어졌고 미국과 캐나다에는 론도라는 차명으로 수출을 했다. 주차 브레이크는 핸드식(사이드)에서 페달식으로 바꿔서 공간 활용성을 높였고 차체 자세 제어 장치와 DVD AV & 내비게이션, JBL 사운드 시스템, 1열 사이드 & 커튼 에어백 등을 갖췄으며 역대 카렌스 시리즈에서 최초로 센터 콘솔 박스가 달렸다. 자동변속기는 칼럼 시프트 타입에서 플로어 시프트 타입으로 바꿨다.
| 구분                 | 뉴 카렌스 2.0ℓ 가솔린                                                       | 뉴 카렌스 2.0ℓ LPI | 뉴 카렌스 2.0ℓ VGT                  |
| -------------------- | --------------------------------------------------------------------------- | --- | ----------------------------------- |
| 전장 (mm)            | 4,545                                                                       | 4,545 | 4,545                               |
| 전폭 (mm)            | 1,820                                                                       | 1,820 | 1,820                               |
| 전고 (mm)            | 1,650 1,720(2006년~2010년 루프랙 적용시) 1,700(2010년~2013년 루프랙 적용시) | 1,650 1,720(2006년~2010년 루프랙 적용시) 1,700(2010년~2013년 루프랙 적용시)                                                                                        | 1,650 1,720(루프랙 적용시)          |
| 축거 (mm)            | 2,700                                                                       | 2,700 | 2,700                               |
| 윤거 (전, mm)        | 1,575(R15, R16) 1,565(R17)                                                  | 1,575(R15, R16) 1,565(R17) | 1,575(R15, R16) 1,565(R17)          |
| 윤거 (후, mm)        | 1,570(R15, R16) 1,560(R17)                                                  | 1,570(R15, R16) 1,560(R17) | 1,570(R15, R16) 1,560(R17)          |
| 승차 정원            | 7명                                                                         | 7명 | 7명                                 |
| 변속기               | 자동 4단                                                                    | 수동 5단 자동 4단 | 수동 6단 자동 4단                   |
| 서스펜션 (전/후)     | 맥퍼슨 스트럿/멀티 링크                                                     | 맥퍼슨 스트럿/멀티 링크 | 맥퍼슨 스트럿/멀티 링크             |
| 구동 형식            | 전륜구동                                                                    | 전륜구동 | 전륜구동                            |
| 엔진 형식            | G4KA                                                                        | L4KA | D4EA                                |
| 연료                 | 가솔린                                                                      | LPG | 디젤                                |
| 배기량 (cc)          | 1,998                                                                       | 1,998 | 1,991                               |
| 최고 출력 (ps/rpm)   | 151/6,000                                                                   | 136/6,000 (이후 141/6,000, 138/6,000으로 변경) | 146/4,000 (이후 151/4,000으로 변경) |
| 최대 토크 (kg*m/rpm) | 19.8/4,250                                                                  | 18.9/4,250 (이후 19.0/4,250, 18.7/4,250으로 변경) | 32.0/2,000                          |
| 연비 (km/ℓ)          | 10.6(자동 4단) (이후 도심 8.4/고속 11.4/복합 9.5로 변경)                    | 9.5(수동 5단)/ 8.1(자동 4단) (이후 9.8(수동 5단)/ 8.6(자동 4단)으로 변경) (이후 도심 7.7/고속 9.1/복합 8.3(수동 5단)/ 도심 6.9/고속 8.9/복합 7.7(자동 4단)로 변경) | 15.1(수동 6단)/ 13.0(자동 4단)      |

### 뉴 페이스 카렌스(2008년3월~2013년3월)

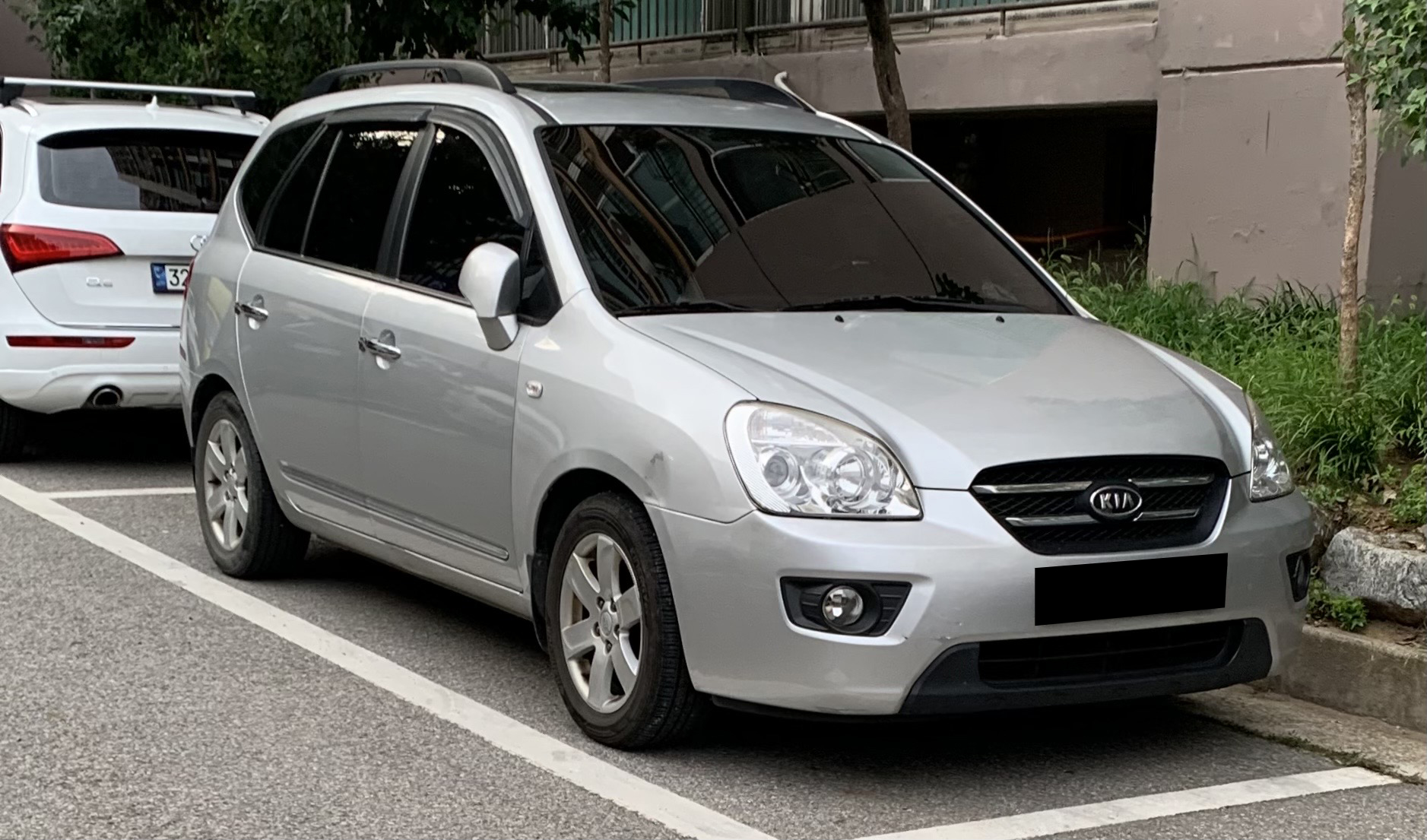
기아 뉴 페이스 카렌스 (전기형) 정측면

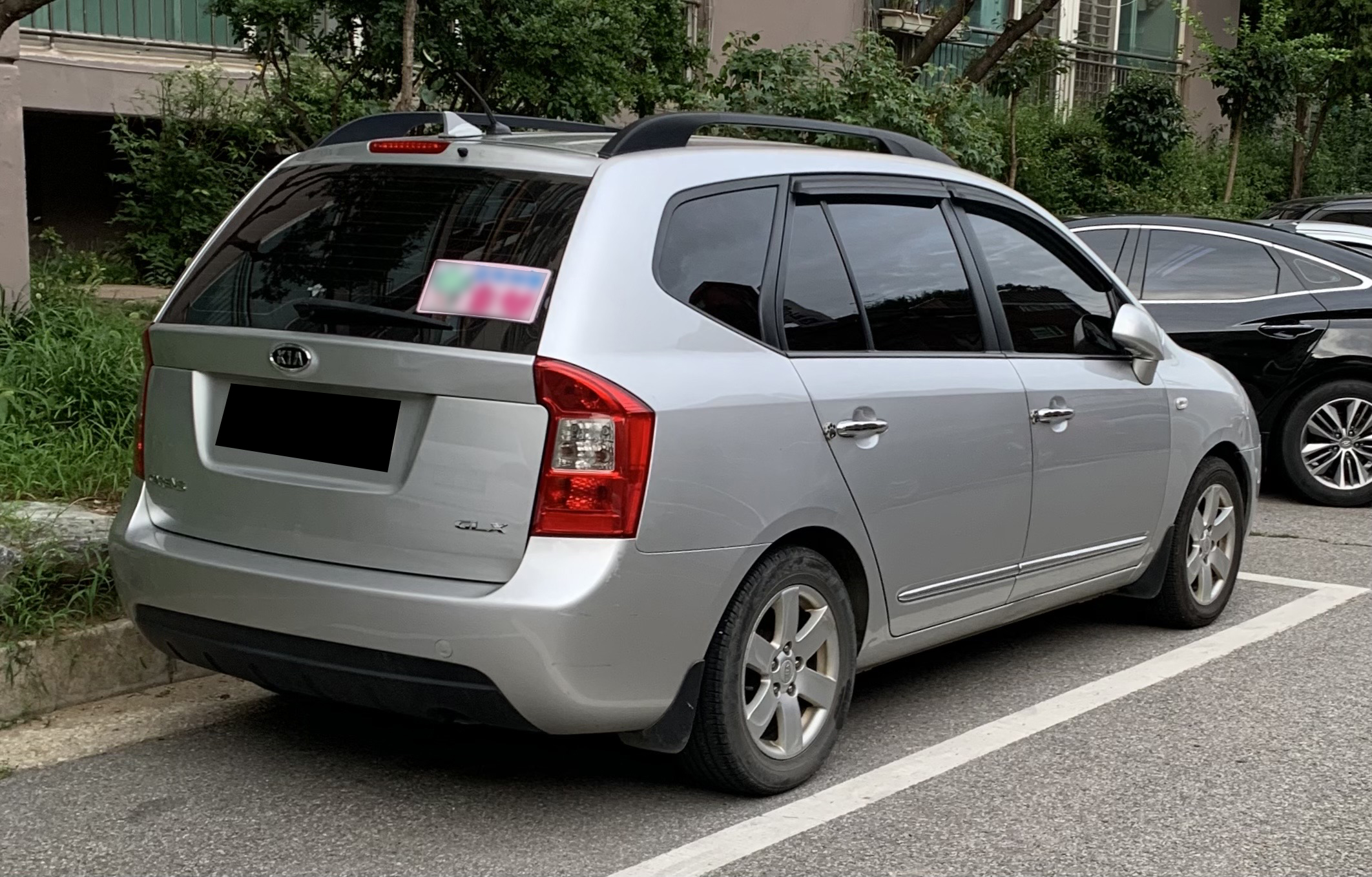
기아 뉴 페이스 카렌스 (전기형) 후측면

2008년 3월 3일부터 내수용도 수출용과 동일하게 적용이 됐다. 2009년 9월 21일에 나온 2010년형은 신규 디자인의 알루미늄 휠, 슈퍼비전 클러스터, ETCS & 자동 요금 징수 시스템, 블루투스 핸즈프리, 방향지시등 내장 아웃사이드 미러, 2.0ℓ 가솔린 엔진 등이 더해졌다. 2010년 6월 21일에 출시된 2011년형은 패밀리 룩이 가미된 라디에이터 그릴, 메탈 루프랙, 크롬 머플러 팁 등이 더해졌다.

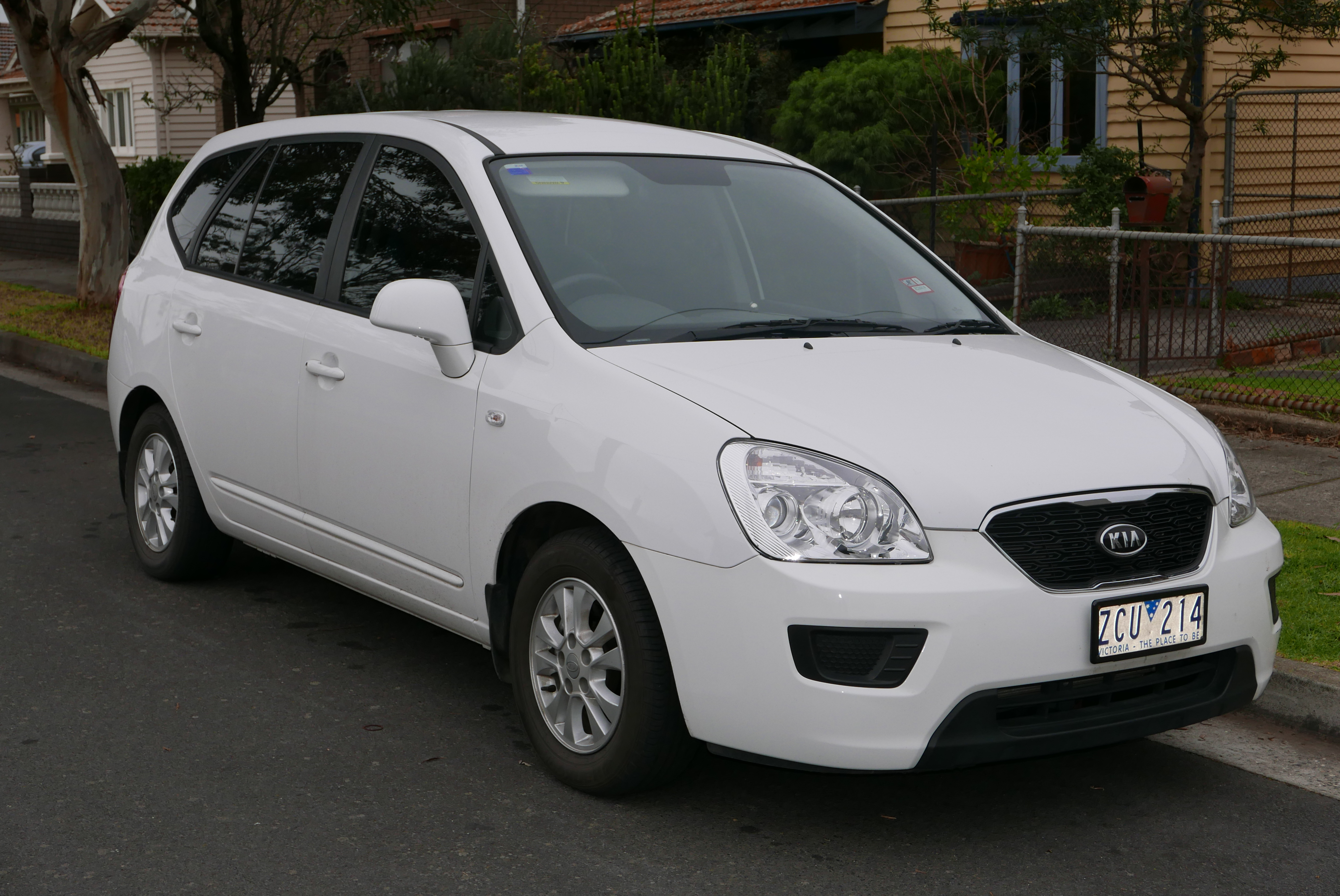
기아 뉴 페이스 카렌스 (후기형) 정측면
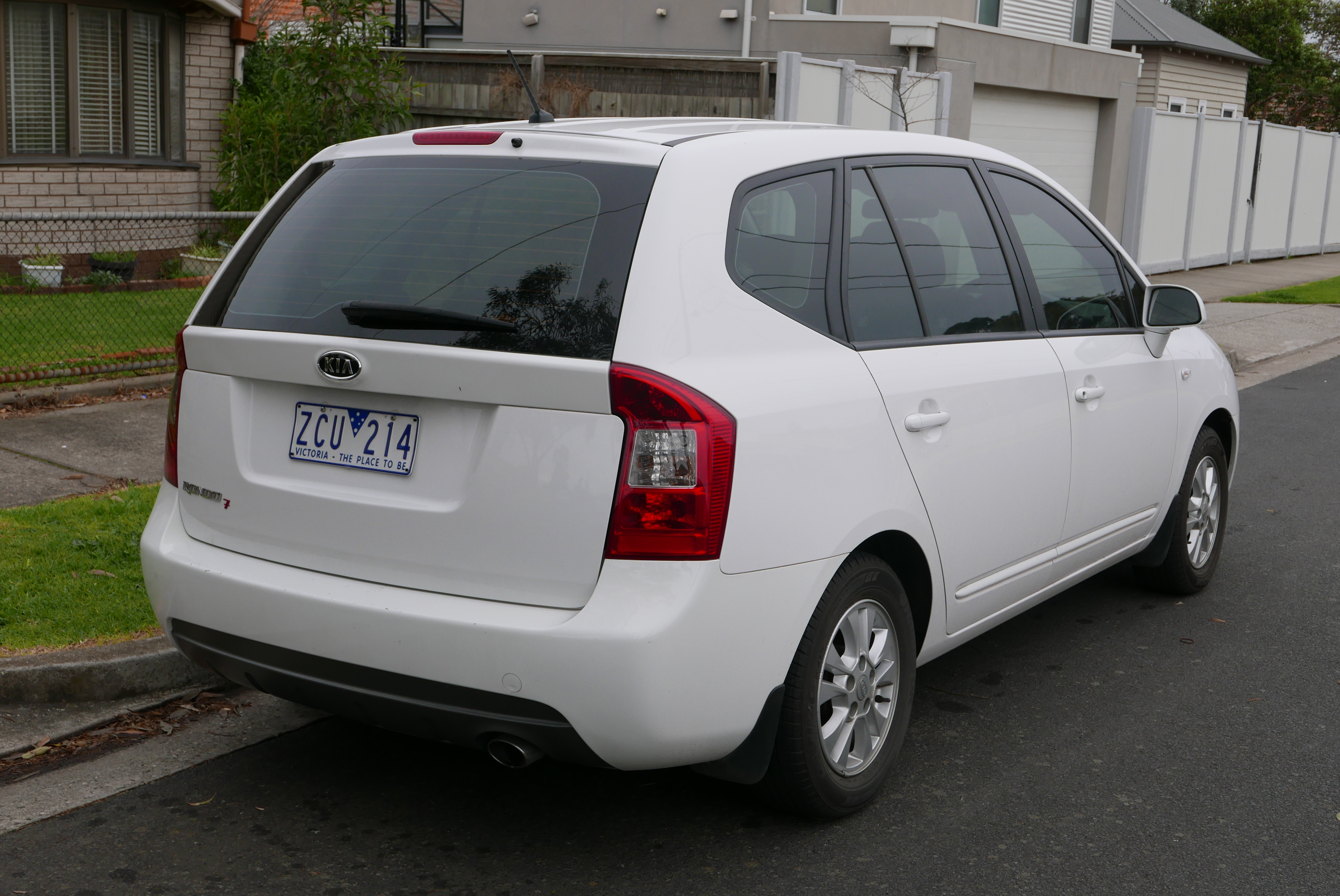
기아 뉴 페이스 카렌스 (후기형) 후측면

## 3세대(RP)

### 올 뉴 카렌스(2013년3월~2016년7월)

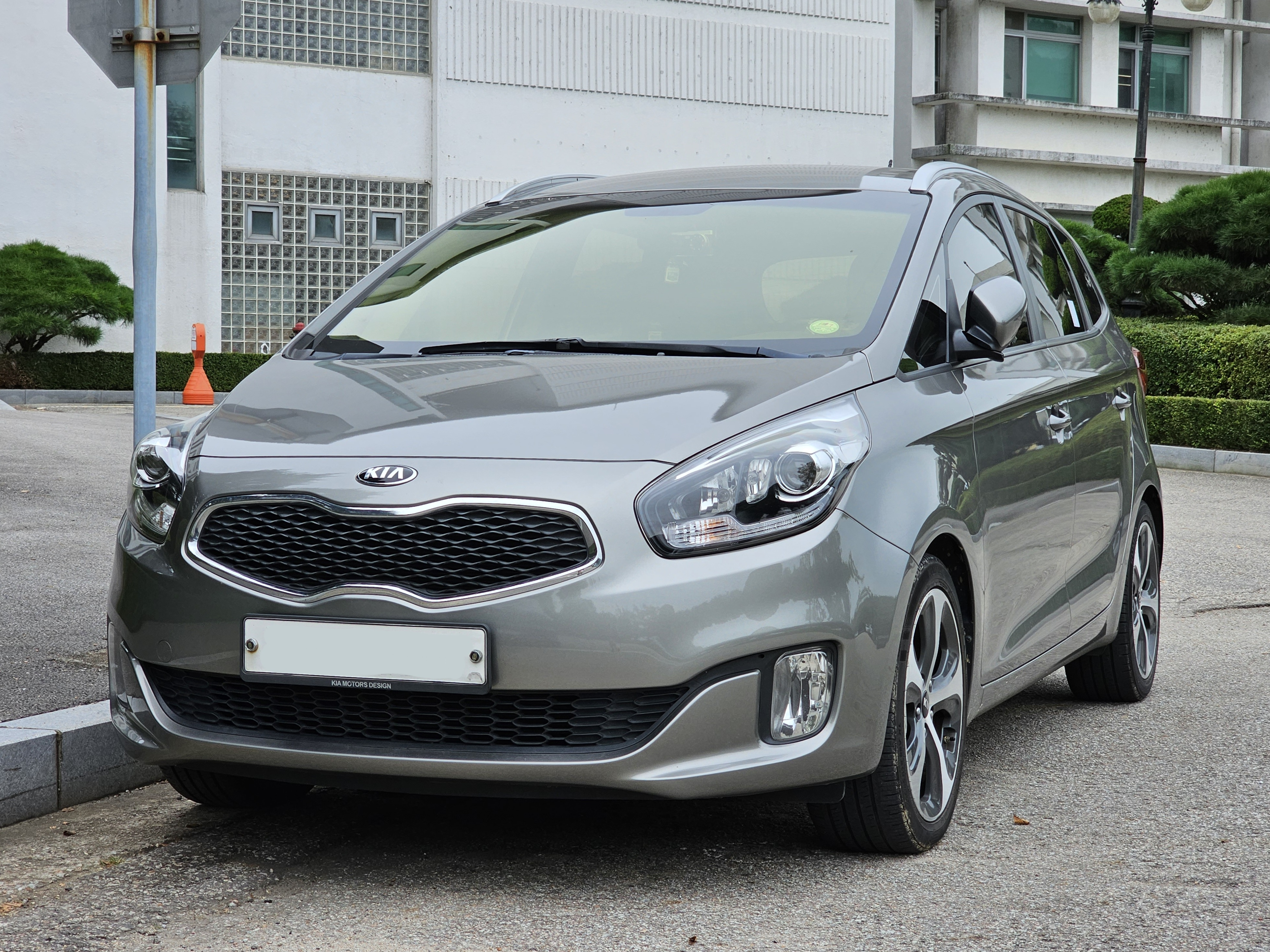
기아 올 뉴 카렌스 정측면

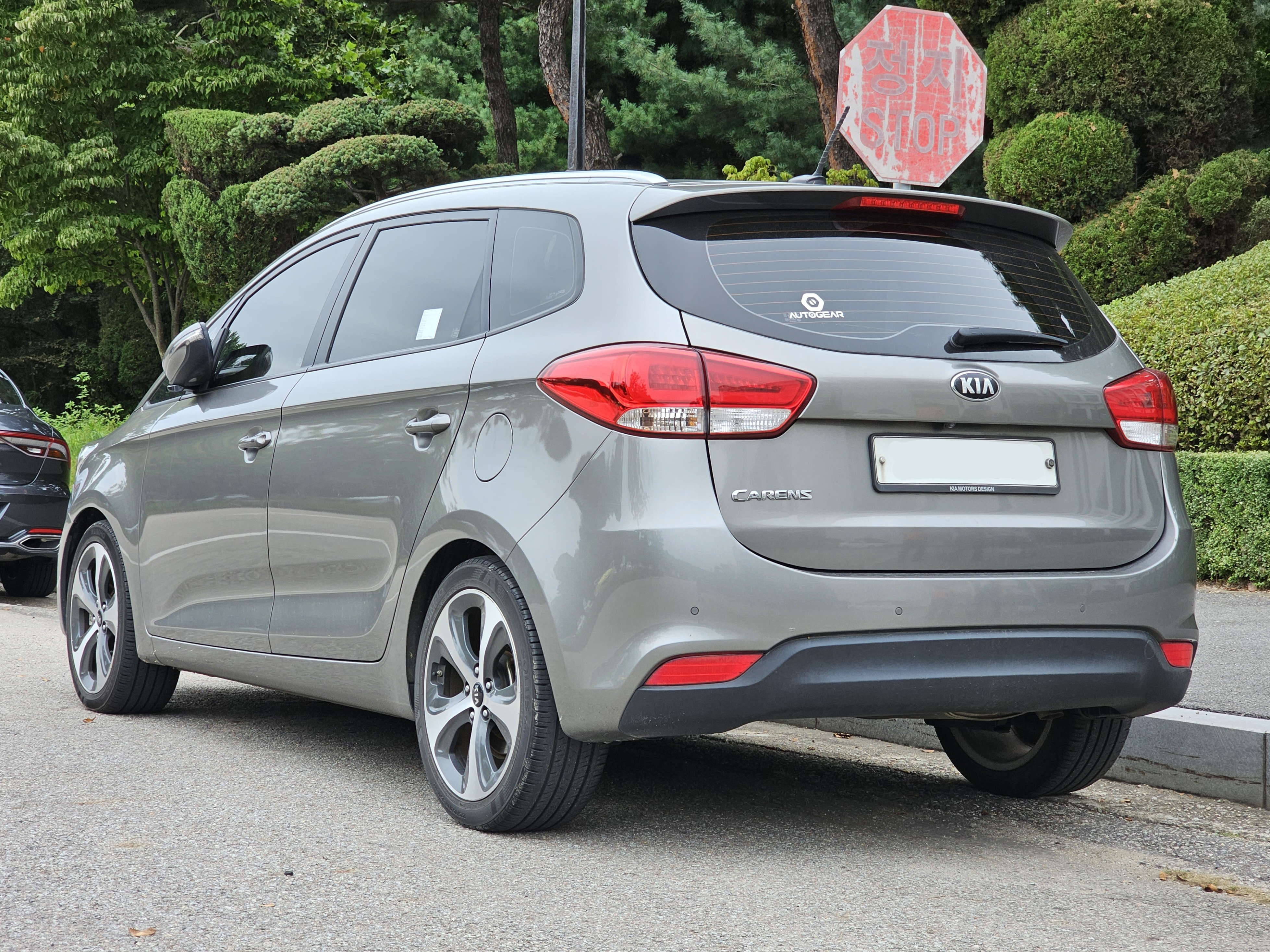
기아 올 뉴 카렌스 후측면

2012년 9월에 열린 파리 모터쇼에서 처음 선보였다. 씨드의 전륜구동 플랫폼이 깔렸으며 캡 포워드 디자인을 적용해 넓은 실내 공간을 확보했고 와이퍼가 닿는 면적이 넓은 대향형 와이퍼가 달렸다. 대한민국에는 2013년 3월 28일에 개최된 서울 모터쇼에서 공개됨과 동시에 판매가 됐다. 전자식 파킹 브레이크(EPB)가 더해졌으나, EPB를 선택하지 않으면 2세대의 페달식 파킹 브레이크에서 다시 핸드 파킹 브레이크가 달린다. 1열 통풍 시트와 2열 열선 시트(리클라이닝 기능 포함)가 달리면서 편의성을 높였고, 모든 트림에 6개의 에어백과 타이어 공기압 경보 장치가 기본으로 달렸다. 기아차, 레드닷 디자인상 4개 차종 수상 뉴시스, 2013년 3월 13일 1.7ℓ 디젤 엔진 장착 트림의 경우 대한민국에서는 역대 카렌스 시리즈에서 최초로 5인승을 선보였고 동년 5월 1일에는 7인승이 더해졌다. 동년 10월 28일에는 사양 조정을 통해 가격을 낮추고 디럭스 트림이 삭제된 2014년형이 선보였다. 또한 1.7ℓ 디젤 엔진에는 정차 시 엔진을 자동으로 꺼서 연료 사용량을 줄여주는 ISG 시스템이 장착된 에코 다이나믹스 모델이 새롭게 더해졌다. 2015년 6월 2일에 선보인 2016년형은 1.7ℓ 디젤 엔진 장착 모델이 4개에서 2개로 단순화가 되면서 동시에 에코 다이나믹스 트림에서만 선택이 되던 ISG 시스템을 모든 트림에서 고를 수 있도록 했고 7단 DCT가 디젤 모델 한정으로 새로 달렸다.
쉐보레 올란도와 달리 별도의 택시 전용 모델은 초기에 없었으나, 누우 2.0리터 DOHC LPG 엔진이 쏘나타 및 K5와 공용하는지라 쉐보레 올란도와 더불어 간간히 MPV 타입의 LPG 택시로 쓰였다.
그러나 중형차 플랫폼을 이용한 2세대와 달리, 3세대는 다시 준중형차인 씨드의 플랫폼을 쓰면서 좁은 실내공간이 지적을 받았다. 게다가 디젤 모델을 처음부터 7인승으로 내놓지 않으면서, 경쟁 차량인 올란도에 밀려 내리막길을 걷게 된다.
| 구분                 | 올 뉴 카렌스 1.7ℓ 디젤(유로 5) 7인승    | 올 뉴 카렌스 1.7ℓ 디젤(유로 5) (ISG 장착) 5인승 | 올 뉴 카렌스 1.7ℓ 디젤(유로 6) 7인승   | 올 뉴 카렌스 1.7ℓ 디젤(유로 6) (ISG 장착) 5인승 | 올 뉴 카렌스 2.0ℓ LPI 7인승                                                  |
| -------------------- | --------------------------------------- | ----------------------------------------------- | -------------------------------------- | ----------------------------------------------- | ---------------------------------------------------------------------------- |
| 전장 (mm)            | 4,525                                   | 4,525                                           | 4,525                                  | 4,525                                           | 4,525                                                                        |
| 전폭 (mm)            | 1,805                                   | 1,805                                           | 1,805                                  | 1,805                                           | 1,805                                                                        |
| 전고 (mm)            | 1,610                                   | 1,610                                           | 1,610                                  | 1,610                                           | 1,610                                                                        |
| 축거 (mm)            | 2,750                                   | 2,750                                           | 2,750                                  | 2,750                                           | 2,750                                                                        |
| 윤거 (전, mm)        | 1,573(R16) 1,563(R18)                   | 1,573(R16) 1,563(R18)                           | 1,573(R16) 1,563(R18)                  | 1,573(R16) 1,563(R18)                           | 1,573(R16) 1,563(R18)                                                        |
| 윤거 (후, mm)        | 1,586(R16) 1,576(R18)                   | 1,586(R16) 1,576(R18)                           | 1,586(R16) 1,576(R18)                  | 1,586(R16) 1,576(R18)                           | 1,586(R16) 1,576(R18)                                                        |
| 승차 정원            | 7명                                     | 5명                                             | 7명                                    | 5명                                             | 7명                                                                          |
| 변속기               | 자동 6단                                | 자동 6단                                        | DCT 7단                                | DCT 7단                                         | 수동 6단 자동 6단                                                            |
| 서스펜션 (전/후)     | 맥퍼슨 스트럿/토션 빔                   | 맥퍼슨 스트럿/토션 빔                           | 맥퍼슨 스트럿/토션 빔                  | 맥퍼슨 스트럿/토션 빔                           | 맥퍼슨 스트럿/토션 빔                                                        |
| 구동 형식            | 전륜구동                                | 전륜구동                                        | 전륜구동                               | 전륜구동                                        | 전륜구동                                                                     |
| 엔진 형식            | D4FD                                    | D4FD                                            | D4FD                                   | D4FD                                            | L4NA                                                                         |
| 연료                 | 디젤                                    | 디젤                                            | 디젤                                   | 디젤                                            | LPG                                                                          |
| 배기량 (cc)          | 1,685                                   | 1,685                                           | 1,685                                  | 1,685                                           | 1,999                                                                        |
| 최고 출력 (ps/rpm)   | 140/4,000                               | 140/4,000                                       | 141/4,000                              | 141/4,000                                       | 154/6,200                                                                    |
| 최대 토크 (kg*m/rpm) | 33.0/1,750~2,500                        | 33.0/1,750~2,500                                | 34.7/1,750~2,500                       | 34.7/1,750~2,500                                | 19.8/4,200                                                                   |
| 연비 (km/ℓ)          | 도심 12.1/고속 14.9/복합 13.2(자동 6단) | 도심 12.9/고속 15.7/복합 14.0(자동 6단)         | 도심 14.0/고속 16.2/복합 14.9(DCT 7단) | 도심 15.0/고속 16.8/복합 15.7(DCT 7단)          | 도심 8.8/고속 10.5/복합 9.5(수동 6단)/ 도심 8.0/고속 10.7/복합 9.0(자동 6단) |

### 더 뉴 카렌스(2016년7월~2018년7월)

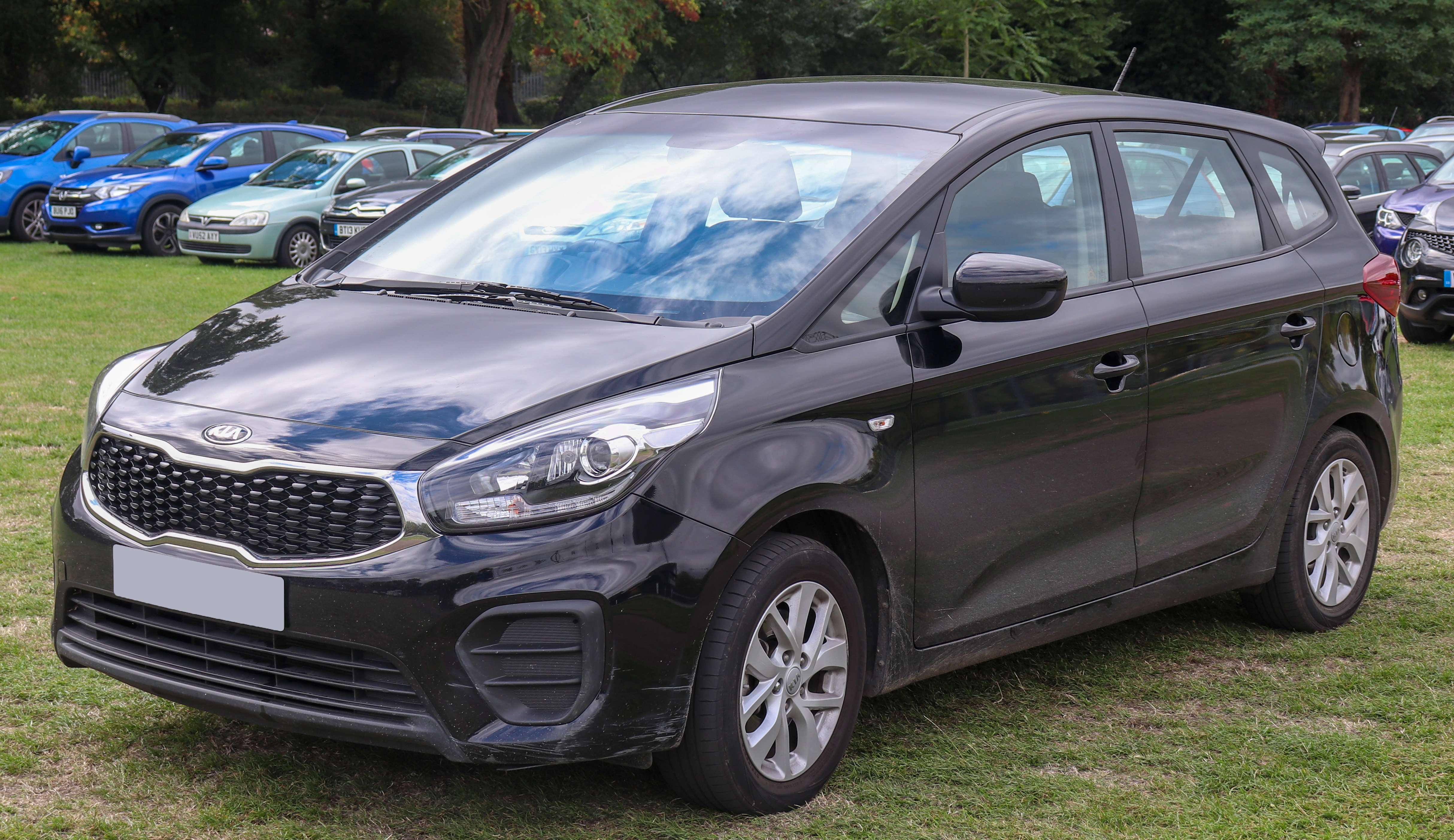
기아 더 뉴 카렌스 정측면

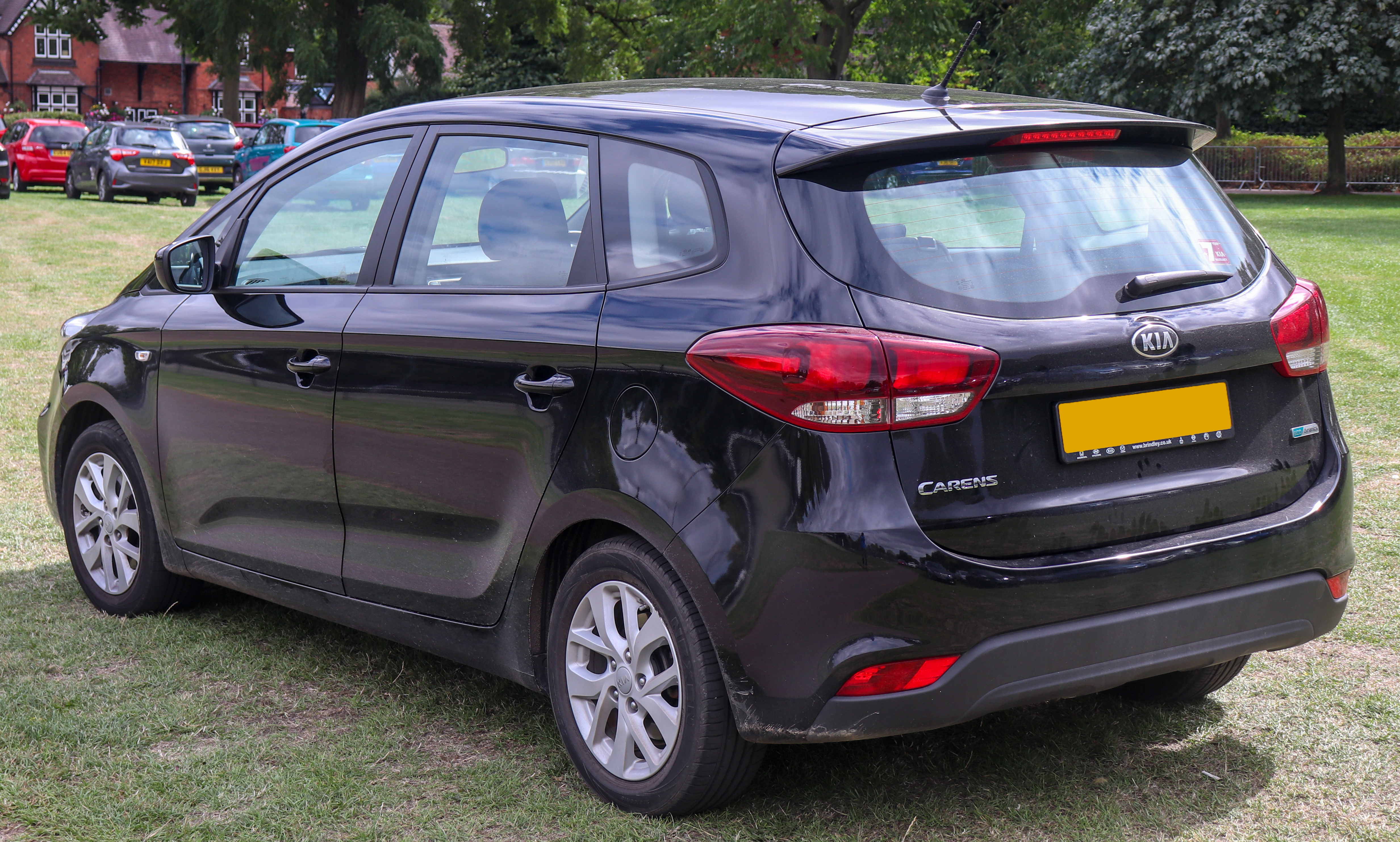
기아 더 뉴 카렌스 후측면

2016년 7월 26일에 나왔다. 페이스리프트를 통해 대형 크롬 도금 라디에이터 그릴과 앞 범퍼 디자인의 변경을 통하여 볼륨감 있고 강인한 느낌을 추구했다. 센터페시아와 도어 트림, 크러시 패드 가니시에 카본 패턴이 더해지는 등 한층 고급스러움을 더했다. 트림 구성을 대폭 줄여 간소화를 했고 사양 조절을 통해 가격을 낮췄다.
하지만 경쟁 모델인 쉐보레 올란도에 계속 밀려 판매 부진에서 벗어나지 못해 2018년 7월에 단산됐고, 재고를 모두 소진한 후 동년 10월에 후속 차종 없이 단종을 맞았다. 기아자동차는 중형 MPV 라인업을 정리한 후, 아예 다른 라인업으로 스포티지 아랫급의 소형 SUV인 셀토스를 내놨다. 한편 비슷한 시기에 경쟁 차종인 쉐보레 올란도도 한국지엠의 군산공장 폐쇄 결정에 따라 생산이 멈췄으며, 이에 따라 2.0리터급 LPG 엔진을 쓰는 전륜구동 중형 컴팩트 MPV는 대한민국 시장에서 완전히 사라졌다. 이들을 대체하는 수요는 2019년 6월 18일에 르노코리아에서 첫 출시한 QM6 2.0 DOHC LPG를 시작으로 LPG를 이용하는 전륜구동 SUV로 옮겨졌으며, 스포티지 2.0 DOHC LPG와 토레스 1.5리터 터보 바이퓨얼 등도 추가되어 카렌스 및 올란도의 수요를 대체하고 있다.
| 구분                 | 더 뉴 카렌스 1.7ℓ 디젤 7인승           | 더 뉴 카렌스 1.7ℓ 디젤 (ISG 장착) 5인승 | 더 뉴 카렌스 2.0ℓ LPI 7인승          |
| -------------------- | -------------------------------------- | --------------------------------------- | ------------------------------------ |
| 전장 (mm)            | 4,525                                  | 4,525                                   | 4,525                                |
| 전폭 (mm)            | 1,805                                  | 1,805                                   | 1,805                                |
| 전고 (mm)            | 1,610                                  | 1,610                                   | 1,610                                |
| 축거 (mm)            | 2,750                                  | 2,750                                   | 2,750                                |
| 윤거 (전, mm)        | 1,573(R16) 1,569(R17) 1,563(R18)       | 1,573(R16) 1,569(R17) 1,563(R18)        | 1,573(R16) 1,569(R17) 1,563(R18)     |
| 윤거 (후, mm)        | 1,586(R16) 1,582(R17) 1,576(R18)       | 1,586(R16) 1,582(R17) 1,576(R18)        | 1,586(R16) 1,582(R17) 1,576(R18)     |
| 승차 정원            | 7명                                    | 5명                                     | 7명                                  |
| 변속기               | DCT 7단                                | DCT 7단                                 | 자동 6단                             |
| 서스펜션 (전/후)     | 맥퍼슨 스트럿/토션 빔                  | 맥퍼슨 스트럿/토션 빔                   | 맥퍼슨 스트럿/토션 빔                |
| 구동 형식            | 전륜구동                               | 전륜구동                                | 전륜구동                             |
| 엔진 형식            | D4FD                                   | D4FD                                    | L4NA                                 |
| 연료                 | 디젤                                   | 디젤                                    | LPG                                  |
| 배기량 (cc)          | 1,685                                  | 1,685                                   | 1,999                                |
| 최고 출력 (ps/rpm)   | 141/4,000                              | 141/4,000                               | 154/6,200                            |
| 최대 토크 (kg*m/rpm) | 34.7/1,750~2,500                       | 34.7/1,750~2,500                        | 19.8/4,200                           |
| 연비 (km/ℓ)          | 도심 14.0/고속 16.2/복합 14.9(DCT 7단) | 도심 15.0/고속 16.8/복합 15.7(DCT 7단)  | 도심 7.5/고속 9.9/복합 8.4(자동 6단) |

## 4세대(KY)

### 카렌스(2021년12월~현재)

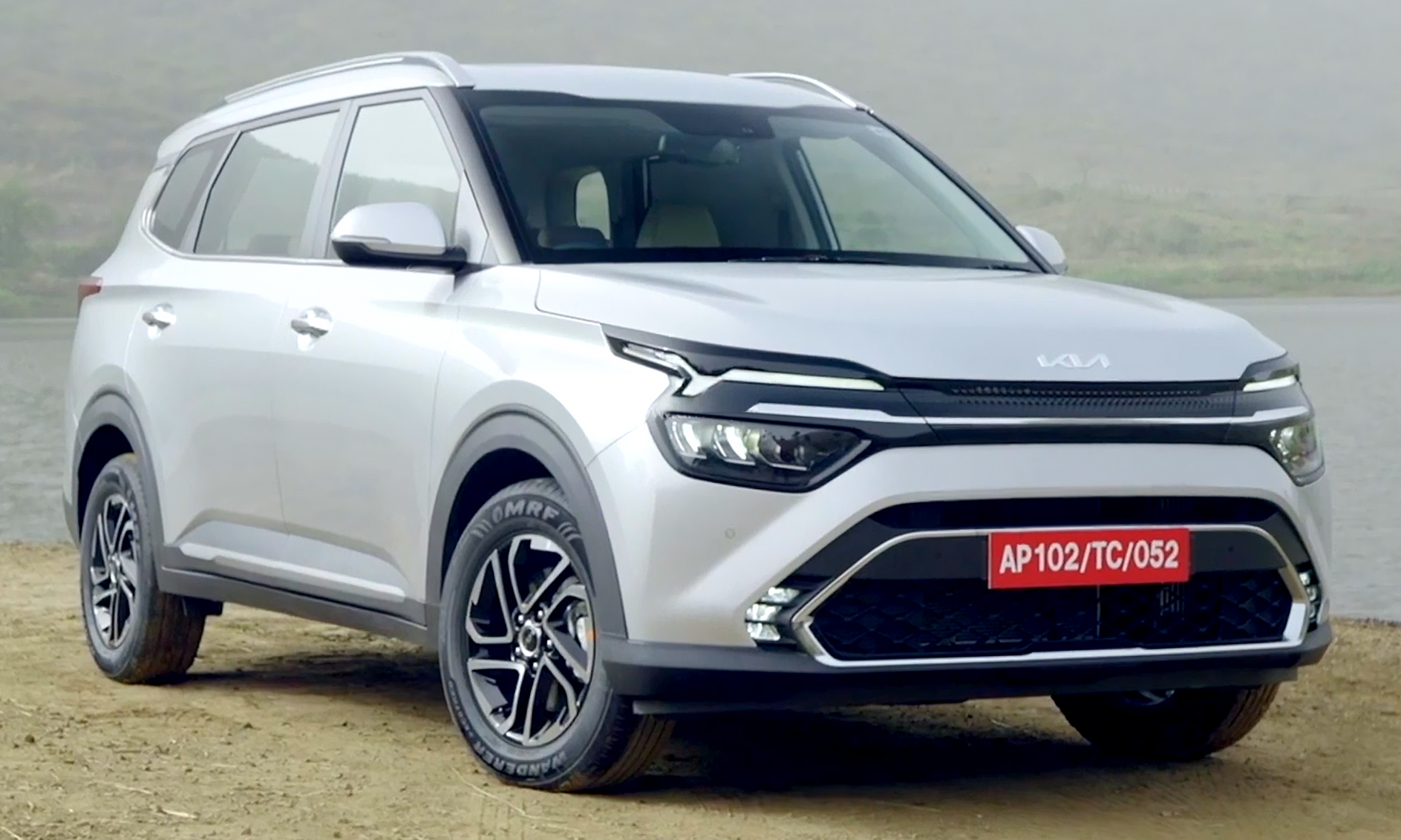
기아 카렌스 정측면

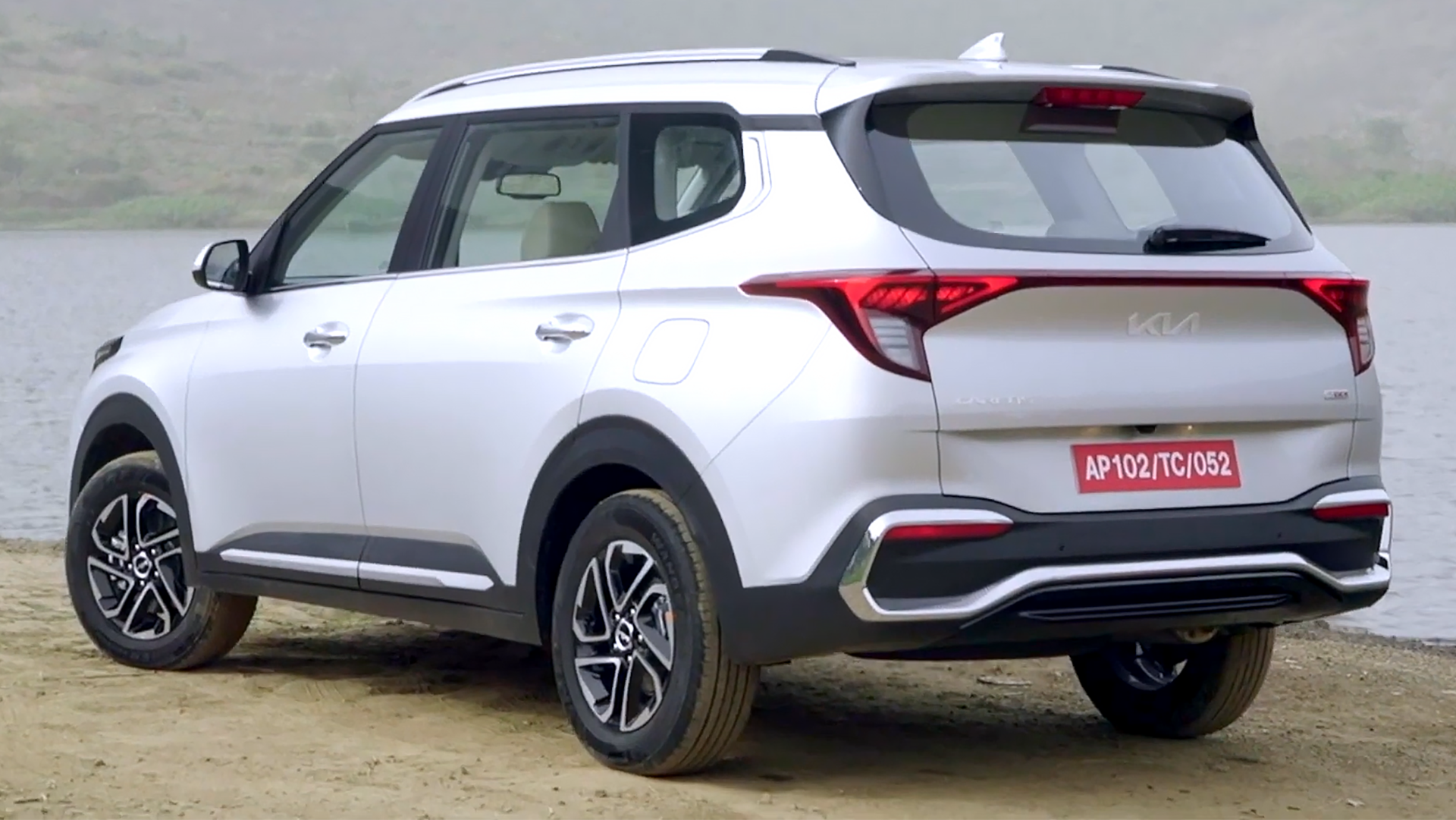
기아 카렌스 후측면

2021년 12월 16일 공개되었다. 인도와 동남아시아, 남미 등 개발 도상국 시장에 출시되며, 기아 셀토스 및 현대 알카자르와 플랫폼을 공유한다. 차체의 크기는 셀토스보다 더 크다. 기존의 MPV 스타일의 디자인 대신 SUV 스타일로 변하였으며, 후면부 디자인은 스포티지와 공유한다.

## 역대 슬로건

### 1세대(RS)
- 내집처럼 편안한 차 (카렌스)
- 21세기형밀레니엄 (카렌스)

### 2세대(UN)
- Enjoy CARENS (뉴 카렌스)

### 3세대(RP)
- All You Like (올 뉴 카렌스)